# Persone di nome Jean
| Questa pagina contiene informazioni ricavate automaticamente dalle voci biografiche con l'ausilio del template Bio e di un bot. L'aggiornamento è periodico e automatico e ricostruisce completamente la pagina. Se manca una persona in questa lista, sei pregato di non aggiungerla, ma accertati piuttosto che la sua voce biografica contenga il template Bio e che i dati anagrafici siano correttamente compilati. Se il template Bio manca, inseriscilo tu stesso o, in alternativa, metti l'avviso {{tmp\|Bio}} che ne segnala la mancanza. Se i dati riportati sono sbagliati, correggi direttamente la voce biografica; le modifiche saranno visibili in questa lista entro pochi giorni. Per chiarimenti vedi il progetto antroponimi. La lista contiene solo le 1.402 persone che sono citate nell'enciclopedia e per le quali è stato implementato correttamente il template Bio. Pagina aggiornata al 6 ago 2025. |

Questa è una lista di persone presenti nell'enciclopedia che hanno il nome Jean, suddivise per attività principale.

## Abati(6)
- Jean Bilhères de Lagraulas, abate, vescovo cattolico e cardinale francese (Guascogna - Roma, † 1499)
- Jean-Paul de Gua de Malves, abate, matematico e economista francese (Carcassonne, n. 1713 - Parigi, † 1785)
- Jean Jouffroy, abate, vescovo cattolico e cardinale francese (Luxeuil-les-Bains - Reully, † 1473)
- Jean Baptiste Ladvocat, abate francese (Vaucouleurs, n. 1709 - Parigi, † 1765)
- Jean Antoine Nollet, abate e fisico francese (Pimprez, n. 1700 - Parigi, † 1770)
- Jean Pestré, abate e enciclopedista francese (Saint-Geniez-d'Olt, n. 1723 - Parigi, † 1821)

## Aforisti(1)
- Jean Louis Auguste Commerson, aforista, drammaturgo e giornalista francese (Parigi, n. 1802 - Parigi, † 1879)

## Agenti segreti(1)
- Jean Baptiste Cipriani Franceschi, agente segreto italiano (Guagno, n. 1773 - Sant'Elena, † 1818)

## Agronomi(1)
- Jean Baptiste de La Quintinie, agronomo francese (Chabanais, n. 1624 - Versailles, † 1688)

## Allenatori di calcio(13)
- Jean Acedo, allenatore di calcio e ex calciatore francese (Marcigny, n. 1964)
- Jean Batmale, allenatore di calcio e calciatore francese (Pau, n. 1895 - Rennes, † 1973)
- Jean Fernandez, allenatore di calcio e ex calciatore francese (Mostaganem, n. 1954)
- Jean François Gillet, allenatore di calcio e ex calciatore belga (Liegi, n. 1979)
- Ronny Johnsen, allenatore di calcio e ex calciatore norvegese (Sandefjord, n. 1969)
- Jean Manga Onguéné, allenatore di calcio e ex calciatore camerunese (n. 1946)
- Jean Paulin, allenatore di calcio e ex calciatore haitiano (n. 1986)
- Jean Prouff, allenatore di calcio e calciatore francese (Peillac, n. 1919 - Lannion, † 2008)
- Jean Rigal, allenatore di calcio e calciatore francese (Boulogne-Billancourt, n. 1890 - Parigi, † 1979)
- Jean Snella, allenatore di calcio e calciatore francese (Dortmund, n. 1914 - Metz, † 1979)
- Jean Steiger, allenatore di calcio e calciatore svizzero (n. 1891)
- Jean Thissen, allenatore di calcio e ex calciatore belga (Verviers, n. 1946)
- Jean Vincent, allenatore di calcio e calciatore francese (Labeuvrière, n. 1930 - Saint-Nazaire, † 2013)

## Allenatori di pallacanestro(1)
- Frantz Massenat, allenatore di pallacanestro e ex cestista statunitense (Ewing, n. 1992)

## Alpinisti(1)
- Jean Couzy, alpinista francese (Nérac, n. 1923 - Dévoluy, † 1958)

## Altiste(1)
- Jean Shiley, altista statunitense (Harrisburg, n. 1911 - Los Angeles, † 1998)

## Ambasciatori(3)
- Jean Cavenac de la Vigne, ambasciatore francese
- Jean Frangipani, ambasciatore francese
- Jean de La Forêt, ambasciatore francese (Costantinopoli, † 1537)

## Ammiragli(13)
- Jean Amanrich, ammiraglio francese (Perpignano, n. 1893 - Saint-Cloud, † 1963)
- Jean Bart, ammiraglio e corsaro francese (Dunkerque, n. 1650 - Dunkerque, † 1702)
- Jean Louis Delmotte, ammiraglio francese (Brest, n. 1752 - Lambézellec, † 1816)
- Jean Guiton, ammiraglio, politico e armatore francese (La Rochelle, n. 1585 - La Jarne, † 1654)
- Jean François de La Clue-Sabran, ammiraglio francese (Moustiers-Sainte-Marie, n. 1696 - Passy-lès-Seine, † 1764)
- Jean de Laborde, ammiraglio francese (Chantilly, n. 1878 - Castillon-la-Bataille, † 1977)
- Jean Armand de Maillé, ammiraglio e nobile francese (n. 1619 - † 1646)
- Jean Louis Négadelle, ammiraglio francese (Brest, n. 1893 - Brest, † 1944)
- Jean Etienne Charles Marcel Ratyé, ammiraglio francese (Lione, n. 1863 - Paradou, † 1946)
- Jean René César de Saint-Julien de Chabon, ammiraglio francese (Brest, n. 1752 - Tolone, † 1799)
- Jean Baptiste Barthélémy Thomas d'Estienne, ammiraglio francese (n. 1727 - Orient, † 1782)
- Jean II d'Estrées, ammiraglio francese (Soletta, n. 1624 - Parigi, † 1707)
- Jean Gaspard de Vence, ammiraglio francese (Marsiglia, n. 1747 - Vaulichères, † 1808)

## Anatomisti(1)
- Jean Cruveilhier, anatomista e patologo francese (Limoges, n. 1791 - Sussac, † 1874)

## Antropologhe(1)
- Jean Lave, antropologa statunitense

## Archeologhe(1)
- Jean MacIntosh Turfa, archeologa e etruscologa statunitense (Filadelfia, n. 1947)

## Archeologi(3)
- Jean Boisselier, archeologo francese (Parigi, n. 1912 - Parigi, † 1996)
- Jean Charbonneaux, archeologo francese (Genlis, n. 1895 - Parigi, † 1969)
- Jean de Witte, archeologo, epigrafista e numismatico belga (Anversa, n. 1808 - Parigi, † 1889)

## Architetti(17)
- Jean Androuet du Cerceau, architetto francese (Parigi, n. 1585 - Parigi, † 1649)
- Jean Beausire, architetto e ingegnere francese (Parigi, n. 1651 - Parigi, † 1743)
- Jean de Bodt, architetto e militare francese (Parigi, n. 1670 - Dresda, † 1745)
- Jean Bullant, architetto francese (Amiens - Écouen, † 1578)
- Jean de Chelles, architetto francese (Chelles)
- Jean Errard, architetto, matematico e ingegnere militare francese (Bar-le-Duc, n. 1554 - Sedan, † 1610)
- Jean Claude Nicolas Forestier, architetto francese (Aix-les-Bains, n. 1861 - Parigi, † 1930)
- Jean Camille Formigé, architetto francese (Le Bouscat, n. 1845 - Montfermeil, † 1926)
- Jean Gendrot, architetto francese
- Jean Hupeau, architetto e ingegnere francese (n. 1710 - Parigi, † 1763)
- Jean Baptiste Mathey, architetto e pittore francese (Digione, n. 1630 - Parigi, † 1695)
- Jean Nouvel, architetto e designer francese (Fumel, n. 1945)
- Jean Prouvé, architetto e designer francese (Parigi, n. 1901 - Nancy, † 1984)
- Jean Péru, architetto francese (Avignone, n. 1650 - Avignone, † 1723)
- Jean-Thomas Thibault, architetto e pittore francese (Montier-en-Der, n. 1757 - Parigi, † 1826)
- Jean Tschumi, architetto svizzero (Plainpalais, n. 1904 - † 1962)
- Jean de la Vallée, architetto francese (Parigi, n. 1620 - Stoccolma, † 1696)

## Arcivescovi cattolici(10)
- Jean-Charles de Coucy, arcivescovo cattolico francese (Rethel, n. 1746 - Reims, † 1824)
- Jean Halgrin d'Abbeville, arcivescovo cattolico e cardinale francese (Abbeville, n. 1180 - Roma, † 1237)
- Jean Hengen, arcivescovo cattolico lussemburghese (Dudelange, n. 1912 - Lussemburgo, † 2005)
- Jean Jadot, arcivescovo cattolico belga (Bruxelles, n. 1909 - Woluwe-Saint-Pierre, † 2009)
- Jean di Prangins, arcivescovo cattolico svizzero († 1446)
- Jean Mbarga, arcivescovo cattolico camerunese (Ebolmedzo, n. 1956)
- Jean de Talaru, arcivescovo cattolico francese (Lione - Lione, † 1392)
- Jean Julien Weber, arcivescovo cattolico francese (Lutterbach, n. 1888 - Ribeauvillé, † 1981)
- Jean Auguste de Chastenet de Puységur, arcivescovo cattolico francese (Rabastens, n. 1740 - Rabastens, † 1815)
- Jean de Dieu Raoelison, arcivescovo cattolico malgascio (Arivonimamo, n. 1963)

## Armatori(1)
- Jean Ango, armatore francese (Dieppe, n. 1480 - † 1551)

## Armonicisti(1)
- Toots Thielemans, armonicista e chitarrista belga (Bruxelles, n. 1922 - La Hulpe, † 2016)

## Artigiani(3)
- Jean Baptiste Ferat, artigiano francese
- Nicolas Fortin, artigiano francese (Mouchy-la-Ville, n. 1750 - Mouchy-le-Châtel, † 1831)
- Jean Tijou, artigiano francese

## Artiste(1)
- Jean Zaleski, artista maltese (Birkirkara, n. 1920 - † 2010)

## Artisti(5)
- Clet Abraham, artista francese (Bretagna, n. 1966)
- Jean Benoît, artista canadese (Québec, n. 1922 - Parigi, † 2010)
- André Castaigne, artista e incisore francese (Angoulême, n. 1861 - Angoulême, † 1929)
- Jean Dunand, artista svizzero (Lancy, n. 1877 - Parigi, † 1942)
- Jean Tardieu, artista, poeta e drammaturgo francese (Saint-Germain-de-Joux, n. 1903 - Créteil, † 1995)

## Astisti(1)
- Jean Galfione, ex astista francese (Parigi, n. 1971)

## Astrofisici(1)
- Jean Audouze, astrofisico francese (Cahors, n. 1940)

## Astronome(1)
- Jean Mueller, astronoma statunitense (n. 1950)

## Astronomi(9)
- Jean Sylvain Bailly, astronomo, matematico e politico francese (Parigi, n. 1736 - Parigi, † 1793)
- Jean Chacornac, astronomo francese (Lione, n. 1823 - Villeurbanne, † 1873)
- Jean Jacques Dortous de Mairan, astronomo francese (Béziers, n. 1678 - Parigi, † 1771)
- Jean Dufay, astronomo e astrofisico francese (Blois, n. 1896 - Chaponost, † 1967)
- Jean-Félix Adolphe Gambart, astronomo francese (Sète, n. 1800 - Parigi, † 1836)
- Jean Montanne, astronomo francese
- Jean Richer, astronomo francese (n. 1630 - Parigi, † 1696)
- Jean Schneider, astronomo francese (n. 1941)
- Benjamin Valz, astronomo francese (Nîmes, n. 1787 - † 1867)

## Atlete paralimpiche(1)
- Jean Driscoll, atleta paralimpica statunitense (Milwaukee, n. 1966)

## Attivisti(3)
- Anthime Dupont, attivista francese (Saint-Thomas-de-Conac, n. 1841 - † 1890)
- Yvan Sagnet, attivista e scrittore camerunese (Douala, n. 1985)
- Jean Zin, attivista francese (n. 1953)

## Attori(33)
- Jean Angelo, attore francese (Parigi, n. 1875 - Parigi, † 1933)
- Jean Aymé, attore francese (Ginevra, n. 1876 - Parigi, † 1963)
- Jean Brochard, attore francese (Nantes, n. 1893 - Nantes, † 1972)
- Jean Mary Carletto, attore, modello e antiquario francese (Monte Carlo, n. 1944 - Monte Carlo, † 2024)
- Jean Carmet, attore e sceneggiatore francese (Bourgueil, n. 1920 - Sèvres, † 1994)
- Jean Dasté, attore e regista francese (Parigi, n. 1904 - Saint-Priest-en-Jarez, † 1994)
- Jean Debucourt, attore e regista teatrale francese (Parigi, n. 1894 - Montgeron, † 1958)
- Jean Del Val, attore francese (Reims, n. 1891 - Pacific Palisades, † 1975)
- Jean Desailly, attore francese (Parigi, n. 1920 - Dourdan, † 2008)
- Jean Dujardin, attore e comico francese (Rueil-Malmaison, n. 1972)
- Jean Forest, attore e sceneggiatore francese (Parigi, n. 1912 - Sauvigny-le-Bois, † 1980)
- Jean Hersholt, attore danese (Copenaghen, n. 1886 - Hollywood, † 1956)
- Jean Le Peltier, attore e regista belga (Fontainebleau, n. 1985)
- Jean Lefebvre, attore francese (Valenciennes, n. 1919 - Marrakech, † 2004)
- Jean Marais, attore francese (Cherbourg, n. 1913 - Cannes, † 1998)
- Jean Marchat, attore e direttore teatrale francese (Grigny, n. 1902 - Neuilly-sur-Seine, † 1966)
- Jean Martin, attore francese (Parigi, n. 1922 - Parigi, † 2009)
- Jean Martinelli, attore francese (Parigi, n. 1909 - Parigi, † 1983)
- Jean Mercure, attore, scenografo e regista francese (Parigi, n. 1909 - Parigi, † 1998)
- Jean Meyer, attore, commediografo e regista francese (Parigi, n. 1914 - Neuilly-sur-Seine, † 2003)
- Jean Murat, attore francese (Périgueux, n. 1888 - Aix-en-Provence, † 1968)
- Jean Richard, attore francese (Bessines, n. 1921 - Senlis, † 2001)
- Jean Rochefort, attore francese (Parigi, n. 1930 - Parigi, † 2017)
- Jean Rougeul, attore, regista e critico cinematografico francese (Rennes, n. 1905 - Parigi, † 1978)
- Jean Servais, attore belga (Anversa, n. 1912 - Parigi, † 1976)
- Jean Signoret, attore francese (Marsiglia, n. 1886 - Parigi, † 1923)
- Jean Sobieski, attore e pittore francese (Cannes, n. 1937)
- Jean Sorel, attore francese (Marsiglia, n. 1934)
- Jean Tissier, attore francese (Parigi, n. 1896 - Granville, † 1973)
- Jean Toulout, attore, regista e sceneggiatore francese (Parigi, n. 1887 - Parigi, † 1962)
- Jean Valmont, attore francese (Parigi, n. 1936 - Asnières-sur-Seine, † 2014)
- Jean Weber, attore francese (Parigi, n. 1906 - Neuilly-sur-Seine, † 1995)
- Jean Yanne, attore, sceneggiatore e regista francese (Les Lilas, n. 1933 - Morsains, † 2003)

## Attori pornografici(2)
- Jean-Pierre Armand, ex attore pornografico francese (Marseillan, n. 1950)
- Jean Franko, attore pornografico venezuelano (Macuto, n. 1979)

## Attori teatrali(4)
- Jean Aufresne, attore teatrale e regista svizzero (Ginevra, n. 1728 - San Pietroburgo, † 1804)
- Larive, attore teatrale francese (La Rochelle, n. 1747 - Montlignon, † 1827)
- Jean de l'Espine Pont-Alais, attore teatrale e commediografo francese (Parigi - Parigi, † 1540)
- Jean Quinault, attore teatrale francese (Bourges, n. 1656 - † 1728)

## Attrici(34)
- Jean Acker, attrice statunitense (Trenton, n. 1893 - Los Angeles, † 1978)
- Jean Allison, attrice statunitense (New York, n. 1929 - Rancho Palos Verdes, † 2024)
- Jean Arthur, attrice statunitense (Plattsburgh, n. 1900 - Carmel-by-the-Sea, † 1991)
- Jean Brooks, attrice statunitense (Houston, n. 1915 - Richmond, † 1963)
- Jean Byron, attrice statunitense (Paducah, n. 1925 - Mobile, † 2006)
- Jean Calhoun, attrice statunitense (n. 1891 - Los Angeles, † 1958)
- Jean Carmen, attrice statunitense (Portland, n. 1913 - Charleston, † 1993)
- Jean Carson, attrice statunitense (Charleston, n. 1923 - Palm Springs, † 2005)
- Jean Darling, attrice, cantante e scrittrice statunitense (Santa Monica, n. 1922 - Rödermark, † 2015)
- Jean Dixon, attrice statunitense (Waterbury, n. 1896 - New York, † 1981)
- Jeff Donnell, attrice statunitense (Windham, n. 1921 - Hollywood, † 1988)
- Jean Hagen, attrice statunitense (Chicago, n. 1923 - Los Angeles, † 1977)
- Jean Hale, attrice statunitense (Salt Lake City, n. 1938 - Santa Monica, † 2021)
- Jean Heywood, attrice britannica (Blyth, n. 1921 - † 2019)
- Jean Howard, attrice statunitense (Longview, n. 1910 - Beverly Hills, † 2000)
- Jean Howell, attrice statunitense (Pomona, n. 1927 - Santa Monica, † 1996)
- Jean Louisa Kelly, attrice e cantante statunitense (Worcester, n. 1972)
- Jean Kent, attrice britannica (Brixton, n. 1921 - Bury St Edmunds, † 2013)
- Jean Marsh, attrice britannica (Stoke Newington, n. 1934 - Londra, † 2025)
- Jean Muir, attrice statunitense (Suffern, n. 1911 - Mesa, † 1996)
- Jean Peters, attrice statunitense (Canton, n. 1926 - Carlsbad, † 2000)
- Jean Porter, attrice statunitense (Cisco, n. 1922 - Canoga Park, † 2018)
- Jean Rogers, attrice statunitense (Belmont, n. 1916 - Sherman Oaks, † 1991)
- Jean Seberg, attrice statunitense (Marshalltown, n. 1938 - Parigi, † 1979)
- Jean Simmons, attrice britannica (Londra, n. 1929 - Santa Monica, † 2010)
- Jean Sincere, attrice e doppiatrice statunitense (Mount Vernon, n. 1919 - Los Angeles, † 2013)
- Jean Smart, attrice statunitense (Seattle, n. 1951)
- Jean Southern, attrice britannica (South Shields, n. 1927)
- Jean Stapleton, attrice statunitense (New York, n. 1923 - New York, † 2013)
- Jean Trent, attrice statunitense (Denver, n. 1920 - Bakersfield, † 2005)
- Paige Turco, attrice statunitense (Springfield, n. 1965)
- Jean Wallace, attrice statunitense (Chicago, n. 1923 - Los Angeles, † 1990)
- Jean Willes, attrice statunitense (Los Angeles, n. 1923 - Van Nuys, † 1989)
- Jean Yoon, attrice statunitense (Champaign, n. 1962)

## Attrici teatrali(1)
- Jean Bayless, attrice teatrale e cantante britannica (Londra, n. 1932 - Birmingham, † 2021)

## Autrici televisivi(1)
- Jean Passanante, autrice televisiva statunitense (Saint Louis, n. 1953)

## Aviatori(3)
- Jean Houdemon, aviatore e generale francese (La Flèche, n. 1885 - Parigi, † 1960)
- Jean Mermoz, aviatore francese (Aubenton, n. 1901 - Oceano Atlantico, † 1936)
- Jean de Selys Longchamps, aviatore belga (Bruxelles, n. 1912 - Manston, † 1943)

## Aviatrici(1)
- Jean Batten, aviatrice neozelandese (Rotorua, n. 1909 - Palma di Maiorca, † 1982)

## Avventurieri(1)
- Jean Henri Latude, avventuriero e scrittore francese (Montagnac, n. 1725 - Parigi, † 1805)

## Avvocati(4)
- Jean Ballesdens, avvocato e editore francese (Parigi, n. 1595 - Parigi, † 1675)
- Jean Bourgknecht, avvocato e politico svizzero (Friburgo, n. 1902 - Friburgo, † 1964)
- Jean Folly, avvocato, giudice e politico svizzero (Villarepos, n. 1810 - Friburgo, † 1854)
- Jean Rey, avvocato e politico belga (Liegi, n. 1902 - Liegi, † 1983)

## Banchieri(2)
- Jean-Frédéric Perregaux, banchiere e politico svizzero (Neuchâtel, n. 1744 - Viry-Châtillon, † 1808)
- Jean de Neuflize, banchiere e cavaliere francese (Parigi, n. 1850 - Coye-la-Forêt, † 1928)

## Bassisti(1)
- Jean Beauvoir, bassista, cantante e produttore discografico statunitense (Chicago, n. 1962)

## Biologi(6)
- Louis Agassiz, biologo, zoologo e paleontologo svizzero (Môtier, n. 1807 - Cambridge, † 1873)
- Jean Dragesco, biologo e astronomo romeno (Cluj, n. 1920 - † 2020)
- Louis Fage, biologo, speleologo e aracnologo francese (Limoges, n. 1883 - Digione, † 1964)
- Jean Massart, biologo belga (Etterbeek, n. 1865 - Houx, † 1925)
- Jean Rostand, biologo, filosofo e aforista francese (Parigi, n. 1894 - Ville-d'Avray, † 1977)
- Jean Houzeau de Lehaie, biologo belga (Mons, n. 1867 - Saint-Symphorien, † 1959)

## Bobbiste(1)
- Jean Prahm, ex bobbista statunitense (Waterford, n. 1978)

## Bobbisti(3)
- Jean Mollen, bobbista svizzero
- Jean Wicki, bobbista svizzero (Sierre, n. 1933 - † 2023)
- Jean de Suarez d'Aulan, bobbista francese (n. 1900 - † 1944)

## Botanici(13)
- Jean Beauverie, botanico e micologo francese (Fontaines-sur-Saône, n. 1874 - Lione, † 1938)
- Jean Marie Bosser, botanico francese (Audierne, n. 1922 - Saclay, † 2013)
- Jean Nicolas Bréon, botanico e giardiniere francese (Sierck-les-Bains, n. 1785 - Noyon, † 1864)
- Jean Baptiste Bulliard, botanico, medico e micologo francese (Aubepierre-sur-Aube, n. 1752 - Parigi, † 1793)
- Jean Devillers-Terschuren, botanico francese (n. 1955)
- Jean Étienne Duby, botanico svizzero (Ginevra, n. 1798 - Ginevra, † 1885)
- Jean François Aimée Gottlieb Philippe Gaudin, botanico svizzero (n. 1766 - † 1833)
- Jean Charles Grenier, botanico e zoologo francese (n. 1808 - † 1875)
- Jean Vincent Félix Lamouroux, botanico e zoologo francese (Agen, n. 1779 - Caen, † 1825)
- Xavier Montrouzier, botanico, entomologo e zoologo francese (Montpellier, n. 1820 - Saint-Louis, † 1897)
- Jean-Baptiste Mougeot, botanico, micologo e medico francese (Bruyères, n. 1776 - Bruyères, † 1858)
- Jean Baptiste Louis Pierre, botanico francese (Saint-André, n. 1833 - Saint-Mandé, † 1905)
- Jean Louis Marie Poiret, botanico e esploratore francese (San Quintino, n. 1755 - Parigi, † 1834)

## Canoisti(3)
- Jean Boudehen, canoista francese (Petit-Couronne, n. 1939 - Vallon-Pont-d'Arc, † 1982)
- Jean Laudet, ex canoista francese (Nevers, n. 1930)
- Jean van der Westhuyzen, canoista sudafricano (Città del Capo, n. 1998)

## Canottieri(2)
- Jean Cau, canottiere francese (Tourcoing, n. 1875 - † 1921)
- Jean Séphériades, canottiere francese (Parigi, n. 1922 - Courbevoie, † 2001)

## Cantanti(9)
- Jean-Michel Byron, cantante sudafricano (Du Plessis, n. 1957)
- Casely, cantante statunitense (Fort Lauderdale, n. 1985)
- Darby Crash, cantante statunitense (Los Angeles, n. 1958 - Los Angeles, † 1980)
- Jean Leloup, cantante e chitarrista canadese (Sainte-Foy, n. 1961)
- Jean Philippe, cantante francese (n. 1930 - † 2022)
- Jean Rigby, cantante inglese (Fleetwood, n. 1954)
- Jean Sablon, cantante e attore francese (Nogent-sur-Marne, n. 1906 - Cannes, † 1994)
- Jean Sarrus, cantante, bassista e attore francese (Puteaux, n. 1945 - Blesle, † 2025)
- Jean Vallée, cantante, compositore e paroliere belga (Verviers, n. 1941 - Clermont-sur-Berwinne, † 2014)

## Cantanti lirici(1)
- Jean Dun, cantante lirico francese († 1735)

## Cantautori(2)
- Jean Ferrat, cantautore, paroliere e musicista francese (Vaucresson, n. 1930 - Aubenas, † 2010)
- Jean Schultheis, cantautore, musicista e produttore discografico francese (Casablanca, n. 1943)

## Cantautrici(1)
- Jean Ritchie, cantautrice statunitense (Viper, n. 1922 - Berea, † 2015)

## Cantori(2)
- Jean Poitevin, cantore francese (Poitiers, † 1565)
- Jean de Cambefort, cantore e compositore francese (Parigi, † 1661)

## Cardinali(34)
- Jean d'Arces, cardinale e arcivescovo cattolico francese (Montiers, n. 1370 - Moûtiers, † 1454)
- Jean d'Armagnac, cardinale francese (Francia - Perpignano, † 1408)
- Jean Marie Julien Balland, cardinale e arcivescovo cattolico francese (Bué, n. 1934 - Lione, † 1998)
- Jean Balue, cardinale e vescovo cattolico francese (Angles-sur-l'Anglin, n. 1421 - Ripatransone, † 1491)
- Jean du Bellay, cardinale, vescovo cattolico e diplomatico francese (Glatigny, n. 1492 - Roma, † 1560)
- Jean Bertrand, cardinale francese (Tolosa, n. 1482 - Venezia, † 1560)
- Jean de Dieu-Raymond de Boisgelin de Cucé, cardinale e arcivescovo cattolico francese (Rennes, n. 1732 - Angervilliers, † 1804)
- Jean de Bussière, cardinale francese (Alvernia - Avignone, † 1376)
- Jean Cholet, cardinale francese (Castello di Nointel - Roma, † 1293)
- Jean de Cros, cardinale e vescovo cattolico francese (Castello di Calimafort - Avignone, † 1383)
- Jean Gilles, cardinale francese (Normandia - Pisa, † 1408)
- Jean Jérôme Hamer, cardinale e arcivescovo cattolico belga (Bruxelles, n. 1916 - Roma, † 1996)
- Jean Marcel Honoré, cardinale e arcivescovo cattolico francese (Saint-Brice-en-Coglès, n. 1920 - Tours, † 2013)
- Jean de La Tour, cardinale francese (Alvernia - Avignone, † 1374)
- Jean Le Fèvre, cardinale e vescovo cattolico francese (Saint-Julien-Maumont - Avignone, † 1372)
- Jean Le Veneur, cardinale e vescovo cattolico francese (Normandia, n. 1473 - Marle, † 1543)
- Jean Margéot, cardinale e vescovo cattolico mauriziano (Quatre Bornes, n. 1916 - Port Louis, † 2009)
- Jean de Moulins, cardinale francese († 1353)
- Jean de Murol, cardinale e vescovo cattolico francese (Estaing - Avignone, † 1399)
- Jean de Neufchâtel, cardinale e vescovo cattolico francese (Neuchâtel-Urtière - Avignone, † 1398)
- Jean de Rochechouart, cardinale e arcivescovo cattolico francese (Bourges - Villeneuve-lès-Avignon, † 1398)
- Jean de la Rochetaillée, cardinale e patriarca cattolico francese (Rochetaillée-sur-Saône - Bologna, † 1437)
- Jean Rolin, cardinale e vescovo cattolico francese (Autun, n. 1408 - Auxerre, † 1483)
- Jean Rolland, cardinale e vescovo cattolico francese (Clermont-Ferrand - Amiens, † 1388)
- Jean Suau, cardinale e vescovo cattolico francese (Rieumes, n. 1503 - Roma, † 1566)
- Jean Verdier, cardinale e arcivescovo cattolico francese (Lacroix-Barrez, n. 1864 - Parigi, † 1940)
- Jean Zerbo, cardinale e arcivescovo cattolico maliano (Ségou, n. 1943)
- Jean d'Orléans-Longueville, cardinale e arcivescovo cattolico francese (Parthenay, n. 1484 - Tarascona, † 1533)
- Jean de Blandiac, cardinale e vescovo cattolico francese (Blauzac - Avignone, † 1379)
- Jean de Bonsi, cardinale e vescovo cattolico italiano (Firenze, n. 1554 - Roma, † 1621)
- Jean de Caraman, cardinale francese (Cahors, n. 1320 - Saint-Félix, † 1361)
- Jean de Malestroit, cardinale e vescovo cattolico francese (Châteaugiron, n. 1375 - Nantes, † 1443)
- Jean de Dormans, cardinale e vescovo cattolico francese (Dormans - Parigi, † 1373)
- Jean le Jeune, cardinale e vescovo cattolico francese (Arras, n. 1411 - Roma, † 1451)

## Cartografi(2)
- Jean Cossin, cartografo francese
- Jean Rotz, cartografo francese

## Cavalieri(2)
- Jean Saint-Fort Paillard, cavaliere francese (Saint-Cyr-l'École, n. 1913 - Pebble Beach, † 1990)
- Jean Teulère, cavaliere francese (Bordeaux, n. 1954)

## Cestiste(2)
- Jean Forster, ex cestista australiana (Melbourne, n. 1943)
- Jean Wilson, ex cestista australiana (Melbourne, n. 1944)

## Cestisti(19)
- Jean Abdel-Nour, ex cestista libanese (Beirut, n. 1983)
- Jean Bengué, cestista e politico centrafricano (Bangui, n. 1942 - Blois, † 2015)
- Jean Couturier, cestista francese (Trosly-Breuil, n. 1911 - Reims, † 1994)
- Robert Crost, cestista francese (Buxy, n. 1924 - Vichy, † 1991)
- Jean Degros, ex cestista e allenatore di pallacanestro francese (Pecquencourt, n. 1939)
- Jean Duperray, cestista francese (Grenoble, n. 1921 - Gréoux-les-Bains, † 2016)
- Jean Emery, cestista svizzero
- Jean Galle, cestista e allenatore di pallacanestro francese (Calais, n. 1936 - † 2023)
- John Loridon, cestista belga (Anversa, n. 1937 - † 2020)
- Jean Luent, cestista e allenatore di pallacanestro francese (Fabas, n. 1935 - Saint-Gaudens, † 2021)
- Jean Montero, cestista dominicano (Santo Domingo, n. 2003)
- Jean Paré, cestista svizzero (n. 1913)
- Jean Perniceni, cestista e allenatore di pallacanestro francese (Bagnolet, n. 1930 - Parigi, † 2010)
- Marc Pingris, ex cestista filippino (Pozorrubio, n. 1981)
- Jean Salumu, cestista belga (Sint-Niklaas, n. 1990)
- Willy Steveniers, ex cestista e allenatore di pallacanestro belga (Anversa, n. 1938)
- Jean Swidzinski, cestista francese (Saint-Pierre-des-Corps, n. 1925 - Grasse, † 1992)
- Jean Tribolet, cestista svizzero († 2012)
- Rolland Étienne, cestista francese (Rue, n. 1912 - Le Perreux-sur-Marne, † 2003)

## Chimici(9)
- Jean Baptiste Boussingault, chimico e agronomo francese (Parigi, n. 1802 - Parigi, † 1887)
- Jean Béguin, chimico francese (n. 1550 - † 1620)
- Jean Baptiste Dumas, chimico e politico francese (Alès, n. 1800 - Cannes, † 1884)
- Jean Fréchet, chimico statunitense (Francia, n. 1944)
- Jean Charles Galissard de Marignac, chimico svizzero (Ginevra, n. 1817 - Ginevra, † 1894)
- Jean Baptiste van Helmont, chimico, fisiologo e medico fiammingo (Bruxelles, n. 1579 - Vilvoorde, † 1644)
- Jean-Felix Piccard, chimico, ingegnere e esploratore svizzero (Basilea, n. 1884 - Minneapolis, † 1963)
- Jean Servais Stas, chimico belga (Lovanio, n. 1813 - Bruxelles, † 1891)
- Jean d'Arcet, chimico francese (Doazit, n. 1724 - Parigi, † 1801)

## Chirurghi(4)
- Jean Zuléma Amussat, chirurgo francese (Saint-Maixent-l'École, n. 1796 - Parigi, † 1856)
- Jean Civiale, chirurgo francese (Thiézac, n. 1792 - Parigi, † 1867)
- Jean Casimir Félix Guyon, chirurgo francese (Saint-Denis, n. 1831 - Parigi, † 1920)
- Jean Hamburger, chirurgo, medico e saggista francese (Parigi, n. 1909 - Parigi, † 1992)

## Ciclisti su strada(35)
- Jean Aerts, ciclista su strada e pistard belga (Laeken, n. 1907 - Bruges, † 1992)
- Jean Alavoine, ciclista su strada francese (Roubaix, n. 1888 - Argenteuil, † 1943)
- Jean Bobet, ciclista su strada francese (Saint-Méen-le-Grand, n. 1930 - Lorient, † 2022)
- Jean Bogaerts, ciclista su strada e pistard belga (Vilvoorde, n. 1925 - Schaerbeek, † 2017)
- Jean Van den Bosch, ciclista su strada e pistard belga (Bruxelles, n. 1898 - Molenbeek-Saint-Jean, † 1981)
- Jean Brankart, ciclista su strada e pistard belga (Momalle, n. 1930 - Liegi, † 2020)
- Jean Chassang, ciclista su strada francese (Désertines, n. 1951)
- Jean Dargassies, ciclista su strada francese (Grisolles, n. 1872 - Grisolles, † 1965)
- Jean Diederich, ciclista su strada e ciclocrossista lussemburghese (Esch-sur-Alzette, n. 1922 - Pétange, † 2012)
- Jean Dotto, ciclista su strada italiano (Saint-Nazaire, n. 1928 - Ollioules, † 2000)
- Jean Dumont, ciclista su strada francese (Ambérieu-en-Bugey, n. 1943)
- Jean Engels, ciclista su strada belga (Sint-Genesius-Rode, n. 1922 - Lovanio, † 1972)
- Jean Erussard, ciclista su strada francese (Lanhélin, n. 1924 - Combourg, † 2006)
- Jean Fontenay, ciclista su strada francese (Hirel, n. 1911 - Saint-Malo, † 1975)
- Jean Forestier, ex ciclista su strada e pistard francese (Lione, n. 1930)
- Jean Gainche, ciclista su strada francese (Remungol, n. 1932)
- Jean Goldschmit, ciclista su strada e ciclocrossista lussemburghese (Weimerskirch, n. 1920 - Lussemburgo, † 1994)
- Jean Graczyk, ciclista su strada e pistard polacco (Neuvy-sur-Barangeon, n. 1933 - Vierzon, † 2004)
- Jean Guéguen, ciclista su strada francese (Parigi, n. 1924 - Saint-Jean-d'Aulps, † 1998)
- Jean Hans, ciclista su strada francese (Roeselare, n. 1900 - Roeselare, † 1959)
- Jean Hilarion, ciclista su strada francese (Avesnelles, n. 1892 - Marle, † 1926)
- Jean Janssens, ciclista su strada belga (Anversa, n. 1895)
- Jean Jourden, ciclista su strada francese (Saint-Brieuc, n. 1942 - Cannes, † 2024)
- Jean Keriel, ciclista su strada francese
- Jean Le Dilly, ciclista su strada francese (n. 1906)
- Jean Majerus, ciclista su strada lussemburghese (Lussemburgo, n. 1914 - Esch-sur-Alzette, † 1983)
- Jean Malléjac, ciclista su strada francese (Dirinon, n. 1929 - Landerneau, † 2000)
- Jean Maréchal, ciclista su strada francese (Orléans, n. 1910 - Trappes, † 1993)
- Jean Nuttli, ex ciclista su strada svizzero (Kriens, n. 1974)
- Henri Pélissier, ciclista su strada francese (Parigi, n. 1889 - Dampierre, † 1935)
- Jean Robic, ciclista su strada, ciclocrossista e pistard francese (Vouziers, n. 1921 - Claye-Souilly, † 1980)
- Jean Rossius, ciclista su strada belga (Cerexhe-Heuseux, n. 1890 - Liegi, † 1966)
- Jean Stablinski, ciclista su strada francese (Thun-Saint-Amand, n. 1932 - Lilla, † 2007)
- Jean Wauters, ciclista su strada belga (Molenbeek-Saint-Jean, n. 1906 - Anderlecht, † 1989)
- Jean de Gribaldy, ciclista su strada e dirigente sportivo francese (Besançon, n. 1922 - Voray-sur-l'Ognon, † 1987)

## Circensi(1)
- Charles Blondin, circense francese (Hesdin, n. 1824 - Londra, † 1897)

## Clavicembalisti(1)
- Jean Rondeau, clavicembalista francese (Parigi, n. 1991)

## Collezionisti d'arte(1)
- Jean de Jullienne, collezionista d'arte francese (Parigi, n. 1686 - † 1766)

## Compositori(14)
- Jean Absil, compositore belga (Péruwelz, n. 1893 - Uccle, † 1974)
- Jean Barraqué, compositore francese (Puteaux, n. 1928 - Parigi, † 1973)
- Franz Curti, compositore svizzero (Kassel, n. 1854 - Dresda, † 1898)
- Jean Françaix, compositore e pianista francese (Le Mans, n. 1912 - Parigi, † 1997)
- Jean Gilbert, compositore tedesco (Amburgo, n. 1879 - Buenos Aires, † 1942)
- Jean Gilles, compositore francese (Tarascona, n. 1668 - Tolosa, † 1705)
- Jean Japart, compositore e cantore fiammingo
- Jean Kluger, compositore, editore musicale e produttore discografico belga (Anversa, n. 1937)
- Guillaume Lekeu, compositore belga (Verviers, n. 1870 - Angers, † 1894)
- Jean Maillard, compositore francese
- Jean Mouton, compositore francese (Samer - San Quintino, † 1522)
- Robert Planquette, compositore francese (Parigi, n. 1848 - Parigi, † 1903)
- Jean Richafort, compositore fiammingo
- Jean Tranchant, compositore, cantante e pittore francese (Parigi, n. 1904 - Parigi, † 1972)

## Condottieri(3)
- Jean Cavalier, condottiero francese (Ribaute, n. 1681 - Londra, † 1740)
- Jean de la Valette, condottiero e presbitero francese (Parisot, n. 1494 - Malta, † 1568)
- Jean de Malestroit, condottiero e mercenario francese (Malestroit - Napoli, † 1385)

## Coreografe(1)
- Jean Erdman, coreografa e ballerina statunitense (Honolulu, n. 1916 - Honolulu, † 2020)

## Coreografi(1)
- Jean Coralli, coreografo e ballerino francese (Parigi, n. 1779 - Parigi, † 1854)

## Costumisti(1)
- Jean Louis, costumista francese (Parigi, n. 1907 - Palm Springs, † 1997)

## Criminali(2)
- Jean Filiol, criminale francese (Bergerac, n. 1909)
- Jean Keraudy, criminale francese (Boulogne-Billancourt, n. 1920 - Cravent, † 2001)

## Critici d'arte(1)
- Jean-Louis Maubant, critico d'arte francese (Le Havre, n. 1943 - Lione, † 2010)

## Critici letterari(1)
- Jean Rousset, critico letterario e francesista svizzero (Ginevra, n. 1910 - Ginevra, † 2002)

## Danzatori(3)
- Jean Balon, danzatore francese (Parigi, n. 1676 - † 1710)
- Jean Dauberval, ballerino e coreografo francese (Montpellier, n. 1742 - Tours, † 1806)
- Jean Börlin, ballerino e coreografo svedese (Härnösand, n. 1893 - New York, † 1930)

## Danzatrici(1)
- Jean Spangler, ballerina, modella e attrice statunitense (Seattle, n. 1923)

## Danzatrici su ghiaccio(1)
- Jean Westwood, danzatrice su ghiaccio britannica (Manchester, n. 1931 - Columbia Britannica, † 2022)

## Dermatologi(1)
- Jean Alfred Fournier, dermatologo e storico francese (Parigi, n. 1832 - Parigi, † 1914)

## Diplomatiche(1)
- Jean Ann Kennedy, diplomatica e filantropa statunitense (Boston, n. 1928 - New York, † 2020)

## Diplomatici(6)
- Omer Beriziky, diplomatico e politico malgascio (Antsirabe Nord, n. 1950)
- Jean de Dinteville, diplomatico francese (n. 1504 - † 1555)
- Jean Hotman, diplomatico francese (Losanna, n. 1552 - † 1636)
- Jean Claude Hippolyte Méhée de La Touche, diplomatico, scrittore e agente segreto francese (Meaux, n. 1762 - Parigi, † 1827)
- Jean Nicot, diplomatico e lessicografo francese (Nîmes, n. 1530 - Parigi, † 1600)
- Jean Ping, diplomatico e politico gabonese (Omboué, n. 1942)

## Direttori d'orchestra(1)
- Jean Martinon, direttore d'orchestra e compositore francese (Lione, n. 1910 - Neuilly-sur-Seine, † 1976)

## Direttori della fotografia(4)
- Jean Boffety, direttore della fotografia francese (Chantelle, n. 1925 - Parigi, † 1988)
- Jean Bourgoin, direttore della fotografia francese (Parigi, n. 1913 - Parigi, † 1991)
- Jean Penzer, direttore della fotografia francese (Livry-Gargan, n. 1927 - Châtenay-Malabry, † 2021)
- Jean Rabier, direttore della fotografia francese (Villers-Bretonneux, n. 1927 - Port-de-Bouc, † 2016)

## Dirigenti d'azienda(1)
- Jean Todt, dirigente d'azienda, dirigente sportivo e ex copilota di rally francese (Pierrefort, n. 1946)

## Dirigenti sportivi(3)
- Jean Djorkaeff, dirigente sportivo, ex calciatore e allenatore di calcio francese (Charvieu-Chavagneux, n. 1939)
- Jean Tigana, dirigente sportivo, allenatore di calcio e ex calciatore maliano (Bamako, n. 1955)
- Jean Van Buggenhout, dirigente sportivo e pistard belga (Schaerbeek, n. 1905 - Schaerbeek, † 1974)

## Dirigibilisti(1)
- Jean du Plessis de Grenédan, dirigibilista francese (Rennes, n. 1892 - Sciacca, † 1923)

## Disc jockey(2)
- Jean Claude Ades, disc jockey e produttore discografico italiano (n. 1972)
- Hotfunkboys, disc jockey italiano (Roma, n. 1982)

## Discoboli(1)
- Jean Wagner, discobolo e pesista lussemburghese (Lussemburgo, n. 1905 - Lussemburgo, † 1978)

## Disegnatori(1)
- Jean Jacques Le Veau, disegnatore e incisore francese (Rouen, n. 1729 - Parigi, † 1786)

## Drammaturghi(10)
- Jean Anouilh, drammaturgo, regista teatrale e sceneggiatore francese (Bordeaux, n. 1910 - Losanna, † 1987)
- Jean Galbert de Campistron, drammaturgo francese (Tolosa, n. 1656 - Tolosa, † 1723)
- Jean Donneau de Visé, drammaturgo, giornalista e critico teatrale francese (Parigi, n. 1638 - Parigi, † 1710)
- Jean Magnon, drammaturgo, avvocato e storico francese (Tournus, n. 1620 - † 1662)
- Jean Mairet, drammaturgo e diplomatico francese (Besançon, n. 1604 - Besançon, † 1686)
- Jean Michel, drammaturgo, scrittore e medico francese (n. 1435 - Angers, † 1501)
- Jean de Palaprat, commediografo francese (Tolosa, n. 1650 - Parigi, † 1721)
- Jean Racine, drammaturgo e scrittore francese (La Ferté-Milon, n. 1639 - Parigi, † 1699)
- Jean de Schelandre, drammaturgo francese (Jametz, n. 1584 - † 1635)
- Jean Ogier de Gombauld, drammaturgo e poeta francese (Saint-Just-Luzac, n. 1576 - Parigi, † 1666)

## Economisti(2)
- Jean Charles Léonard Simonde de Sismondi, economista, letterato e storico svizzero (Ginevra, n. 1773 - Ginevra, † 1842)
- Jean Tirole, economista francese (Troyes, n. 1953)

## Editori(1)
- Jean Ballard, editore francese (Marsiglia, n. 1893 - Marsiglia, † 1973)

## Egittologi(2)
- Jean Capart, egittologo belga (Bruxelles, n. 1877 - Etterbeek, † 1947)
- Jean Vercoutter, egittologo francese (Lambersart, n. 1911 - Parigi, † 2000)

## Entomologi(3)
- Jean Guillaume Audinet-Serville, entomologo francese (Parigi, n. 1775 - La Ferté-sous-Jouarre, † 1858)
- Jean Brèthes, entomologo francese (Saint-Sever, n. 1871 - Buenos Aires, † 1928)
- Jean Théodore Lacordaire, entomologo belga (Recey-sur-Ource, n. 1801 - Liegi, † 1870)

## Esoteristi(1)
- Etteilla, esoterista francese (Parigi, n. 1738 - Parigi, † 1791)

## Esploratori(10)
- Jean de Béthencourt, esploratore francese (Grainville-la-Teinturière, n. 1362 - † 1425)
- Jean Chaffanjon, esploratore francese (Arnas, n. 1854 - Tjitlim, † 1913)
- Jean Gery, esploratore francese († 1690)
- Jean L'Archevêque, esploratore, militare e mercante francese (Bayonne, n. 1672 - Texas, † 1720)
- Jean Malaurie, esploratore, geografo e cartografo francese (Magonza, n. 1922 - Dieppe, † 2024)
- Jean Nicolet, esploratore francese (Cherbourg-Octeville, n. 1598 - Sillery, † 1642)
- Jean Raspail, esploratore e romanziere francese (Chemillé-sur-Dême, n. 1925 - Parigi, † 2020)
- Jean Ribault, esploratore e navigatore francese (Dieppe, n. 1520 - Fort Caroline, † 1565)
- Ferdinand de Béhagle, esploratore francese (Ruffec, n. 1857 - Dikwa, † 1899)
- Jean de Poutrincourt, esploratore francese (n. 1557 - † 1615)

## Etnologi(1)
- Jean Rouch, etnologo, antropologo e regista francese (Parigi, n. 1917 - Birni N'Konni, † 2004)

## Farmacisti(3)
- Jean Louis Émile Boudier, farmacista e micologo francese (Garnay, n. 1828 - Blois, † 1920)
- Jean Odon Debeaux, farmacista e botanico francese (Agen, n. 1826 - Tolosa, † 1910)
- Jean Baptiste Christophore Fusée Aublet, farmacista, botanico e esploratore francese (Salon-de-Provence, n. 1720 - Parigi, † 1778)

## Filantropi(1)
- Henry Dunant, filantropo e imprenditore svizzero (Ginevra, n. 1828 - Heiden, † 1910)

## Filatelisti(1)
- Jean Varga, filatelista francese (Parigi, n. 1940)

## Filosofe(1)
- Iris Murdoch, filosofa e scrittrice irlandese (Dublino, n. 1919 - Oxford, † 1999)

## Filosofi(20)
- Jean Banières, filosofo e fisico francese
- Jean C. Baudet, filosofo e biologo belga (Bruxelles, n. 1944 - Laeken, † 2021)
- Jean Bodin, filosofo, economista e giurista francese (Angers, n. 1529 - Laon, † 1596)
- Jean Bollack, filosofo, filologo e storico della filosofia francese (Strasburgo, n. 1923 - Parigi, † 2012)
- Jean Cavaillès, filosofo e logico francese (Saint-Maixent-l'École, n. 1903 - Arras, † 1944)
- Jean Fallot, filosofo francese (n. 1912 - † 1992)
- Jean Greisch, filosofo francese (Koerich, n. 1942)
- Jean Grenier, filosofo e scrittore francese (Parigi, n. 1898 - Dreux, † 1971)
- Jean Guitton, filosofo francese (Saint-Étienne, n. 1901 - Parigi, † 1999)
- Jean Hyppolite, filosofo francese (Jonzac, n. 1907 - Parigi, † 1968)
- Joseph Jacotot, filosofo e pedagogista francese (Digione, n. 1770 - Parigi, † 1840)
- Jean Jolivet, filosofo francese (Saint-Cloud, n. 1925 - Rueil-Malmaison, † 2018)
- Jean Laplanche, filosofo, psicologo e scrittore francese (Parigi, n. 1924 - Beaune, † 2012)
- Jean Meslier, filosofo e presbitero francese (Mazerny, n. 1664 - Étrépigny, † 1729)
- Jean Nicod, filosofo francese (n. 1893 - Ginevra, † 1924)
- Félix Ravaisson, filosofo e archeologo francese (Namur, n. 1813 - Parigi, † 1900)
- Jean Soldini, filosofo, storico dell'arte e poeta svizzero (Lugano, n. 1956)
- Jean Vanier, filosofo e filantropo canadese (Ginevra, n. 1928 - Parigi, † 2019)
- Jean Wahl, filosofo francese (Marsiglia, n. 1888 - Parigi, † 1974)
- Jean Pierre de Crouzas, filosofo e matematico svizzero (Losanna, n. 1663 - Losanna, † 1750)

## Fisici(11)
- Jean Bricmont, fisico e filosofo belga (Uccle, n. 1952)
- Jean Cabannes, fisico francese (Marsiglia, n. 1885 - Saint-Cyr-sur-Mer, † 1959)
- Jean-Émile Charon, fisico e filosofo francese (Parigi, n. 1920 - Ballainvilliers, † 1998)
- Léon Foucault, fisico francese (Parigi, n. 1819 - Parigi, † 1868)
- Jean de Hautefeuille, fisico, inventore e abate francese (Orléans, n. 1647 - Orléans, † 1724)
- Frédéric Joliot-Curie, fisico francese (Parigi, n. 1900 - Parigi, † 1958)
- Jean Morlet, geofisico francese (Parigi, n. 1931 - Nizza, † 2007)
- Jean Charles Athanase Peltier, fisico francese (Ham, n. 1785 - Parigi, † 1845)
- Jean Baptiste Perrin, fisico francese (Lilla, n. 1870 - New York, † 1942)
- Jean Pigeon, fisico francese (n. 1654 - † 1739)
- Jean Claude Eugène Péclet, fisico francese (Besançon, n. 1793 - Parigi, † 1857)

## Fisiologi(2)
- Jean Baptiste Auguste Chauveau, fisiologo francese (Villeneuve-la-Guyard, n. 1827 - Parigi, † 1917)
- Jean Dausset, fisiologo e immunologo francese (Tolosa, n. 1916 - Palma di Maiorca, † 2009)

## Fotografi(5)
- Jean Agélou, fotografo francese (Alessandria d'Egitto, n. 1878 - Autry-le-Châtel, † 1921)
- Jean Andrieu, fotografo e editore francese (Montaigu-de-Quercy, n. 1816)
- Adolphe Braun, fotografo francese (Besançon, n. 1812 - Mulhouse, † 1877)
- Jean Dieuzaide, fotografo francese (Grenade, n. 1921 - Tolosa, † 2003)
- J. Laurent, fotografo francese (Garchizy, n. 1816 - Madrid, † 1886)

## Fumettisti(10)
- Cabu, fumettista e disegnatore francese (Châlons-en-Champagne, n. 1938 - Parigi, † 2015)
- Jean Chakir, fumettista francese (Parigi, n. 1934)
- Moebius, fumettista, scenografo e sceneggiatore francese (Nogent-sur-Marne, n. 1938 - Montrouge, † 2012)
- Jean Graton, fumettista francese (Nantes, n. 1923 - Bruxelles, † 2021)
- Jean Cézard, fumettista e sceneggiatore francese (Membery, n. 1924 - Gassin, † 1977)
- Jean Trubert, fumettista e sceneggiatore francese (Parigi, n. 1909 - Parigi, † 1983)
- Jean Roba, fumettista belga (Schaerbeek, n. 1930 - Schaerbeek, † 2006)
- Jean Sanitas, fumettista, scrittore e partigiano francese (Clermont-Ferrand, n. 1927 - La Goutelle, † 2016)
- Jean Tabary, fumettista francese (Stoccolma, n. 1930 - Pont-l'Abbé-d'Arnoult, † 2011)
- Jean Van Hamme, fumettista e scrittore belga (Bruxelles, n. 1939)

## Funzionari(10)
- Jean Bourdon, funzionario francese (Rouen, n. 1601 - Québec, † 1668)
- Jean Castex, funzionario e politico francese (Vic-Fezensac, n. 1965)
- Jean Dondelinger, funzionario, diplomatico e politico lussemburghese (Lussemburgo, n. 1931 - Lussemburgo, † 2004)
- Jean Juchereau De La Ferté, funzionario francese (Lande-sur-Eure, n. 1620 - Québec, † 1685)
- Jean Juchereau De Maur, funzionario francese (Tourouvre, n. 1592 - Québec, † 1672)
- Jean Leguay, funzionario francese (Chevreuse, n. 1909 - Parigi, † 1989)
- Jean Moreau de Séchelles, funzionario e politico francese (n. 1690 - † 1760)
- Jean Talon, funzionario francese (Châlons-en-Champagne, n. 1626 - Parigi, † 1694)
- Jean de Lauson, funzionario francese (n. 1584 - Parigi, † 1666)
- Jean de Montaigu, funzionario francese (n. 1363 - Parigi, † 1409)

## Generali(47)
- Jean Charles Abbatucci, generale francese (Zicavo, n. 1771 - Huningue, † 1796)
- Jean Baptiste Bessières, generale francese (Prayssac, n. 1768 - Lützen, † 1813)
- Jean Boudet, generale francese (Bordeaux, n. 1769 - Moravské Budějovice, † 1809)
- Jean Baptiste Fidèle Bréa, generale francese (Mentone, n. 1790 - Parigi, † 1848)
- Jean Alexandre Caffin, generale francese (Doué-la-Fontaine, n. 1751 - † 1819)
- Jean Baptiste Camille Canclaux, generale francese (Parigi, n. 1740 - Parigi, † 1817)
- Jean François Carteaux, generale e pittore francese (Gouhenans, n. 1751 - Parigi, † 1813)
- Jean Étienne Championnet, generale francese (Valence, n. 1762 - Antibes, † 1800)
- Gustave Cler, generale e scrittore francese (Salins-les-Bains, n. 1814 - Ponte Vecchio di Magenta, † 1859)
- Jean-François Joseph Debelle, generale francese (Voreppe, n. 1767 - Saint-Raphaël, † 1802)
- Jean Joseph Dessolles, generale e politico francese (Auch, n. 1767 - Saulx-les-Chartreux, † 1828)
- Jean de Dunois, generale francese (Castello di Beauté-sur-Marne, n. 1402 - L'Haÿ-les-Roses, † 1468)
- Jean Fabre de la Martillière, generale e politico francese (Nîmes, n. 1732 - Parigi, † 1819)
- Jean Nicolas Théodore Galland, generale francese (Baissey, n. 1832 - Parigi, † 1885)
- Jean César Graziani, generale francese (Bastia, n. 1859 - Parigi, † 1932)
- Jean Joseph Guieu, generale francese (Champcella, n. 1758 - Châteauroux-les-Alpes, † 1817)
- Jean Isidore Harispe, generale francese (Saint-Étienne-de-Baïgorry, n. 1768 - Lacarre, † 1855)
- Jean Nicolas Houchard, generale francese (Forbach, n. 1739 - Parigi, † 1793)
- Jean Joseph Amable Humbert, generale francese (Saint-Nabord, n. 1767 - New Orleans, † 1823)
- Jehan de Trie, generale francese († 1302)
- Jean Maximilien Lamarque, generale francese (Saint-Sever, n. 1770 - Parigi, † 1832)
- Jean Lannes, generale francese (Lectoure, n. 1769 - Ebersdorf, † 1809)
- Jean Léchelle, generale francese (Puyréaux, n. 1760 - Nantes, † 1793)
- Jean Levaillant, generale francese (Parigi, n. 1794 - † 1871)
- Jean Thomas Guillaume Lorge, generale francese (Caen, n. 1767 - Chauconin-Neufmontiers, † 1826)
- Jean Gabriel Marchand, generale francese (L'Albenc, n. 1765 - Saint-Ismier, † 1851)
- Jean Auguste Margueritte, generale francese (n. 1823 - † 1870)
- Jean Fortuné Boüin de Marigny, generale francese (Châtellerault, n. 1766 - Angers, † 1793)
- Jean Louis Metman, generale francese (Parigi, n. 1814 - Versailles, † 1889)
- Jean Victor Marie Moreau, generale francese (Morlaix, n. 1763 - Laun, † 1813)
- Jean Pellé, generale francese (Le Pout, n. 1812 - Évreux, † 1883)
- Jean Rapp, generale francese (Colmar, n. 1771 - Rheinweiler, † 1821)
- Jean Reynier, generale francese (Losanna, n. 1771 - Parigi, † 1814)
- Jean Antoine Rossignol, generale francese (Parigi, n. 1759 - Anjouan, † 1802)
- Jean Simon, generale francese (Brest, n. 1912 - Cherbourg, † 2003)
- André Sordet, generale francese (Saint-Germain-du-Plain, n. 1852 - † 1923)
- Jean Nicolas Stofflet, generale francese (Bathelémont-lès-Bauzemont, n. 1753 - Angers, † 1796)
- Jean Baptiste Alexandre Strolz, generale e politico francese (Belfort, n. 1771 - Parigi, † 1841)
- Jean Mathieu Séras, generale italiano (Osasio, n. 1765 - La Tronche, † 1815)
- Jean Touzet du Vigier, generale francese (Chambéry, n. 1888 - Parigi, † 1980)
- Jean-Pierre Travot, generale francese (Poligny, n. 1767 - Parigi, † 1836)
- Jean Baptiste Philibert Vaillant, generale francese (Digione, n. 1790 - Parigi, † 1872)
- Jean Antoine Verdier, generale francese (Tolosa, n. 1767 - Mâcon, † 1839)
- Jean Édouard Verneau, generale francese (Vignot, n. 1890 - campo di concentramento di Buchenwald, † 1944)
- Jean Poton de Xaintrailles, generale francese (Bordeaux, † 1461)
- Jean Joseph Ange d'Hautpoul, generale francese (Cahuzac-sur-Vère, n. 1754 - Eylau, † 1807)
- Jean Baptiste Éblé, generale e ingegnere francese (Saint-Jean-Rohrbach, n. 1758 - Königsberg, † 1812)

## Geologi(4)
- Jean de Charpentier, geologo svizzero (Freiberg, n. 1786 - Bex, † 1855)
- Albert Gaudry, geologo e paleontologo francese (Saint-Germain-en-Laye, n. 1827 - Parigi, † 1908)
- Jean Jacques Nicolas Huot, geologo, geografo e naturalista francese (Parigi, n. 1790 - Versailles, † 1845)
- Jean de Heinzelin, geologo belga (n. 1920 - † 1998)

## Gesuiti(5)
- Jean Bolland, gesuita e storico belga (Julémont, n. 1596 - Anversa, † 1665)
- Jean Codure, gesuita francese (Seyne, n. 1508 - Roma, † 1541)
- Jean Garnier, gesuita, filologo e storico francese (Parigi, n. 1612 - Bologna, † 1681)
- Jean Hardouin, gesuita, filologo e antiquario francese (Quimper, n. 1646 - Parigi, † 1729)
- Jean Leunis, gesuita fiammingo (Liegi, n. 1532 - Torino, † 1584)

## Ginnasti(3)
- Jean Gounot, ginnasta francese (n. 1894 - † 1978)
- Jean Gutweniger, ginnasta svizzero (n. 1892 - † 1979)
- Jean Tschabold, ginnasta svizzero (Epalinges, n. 1925 - Epalinges, † 2012)

## Giocatori di badminton(1)
- Jean Bernard Bongout, giocatore di badminton mauriziana (n. 2001)

## Giocatori di calcio a 5(1)
- Pito, giocatore di calcio a 5 brasiliano (Chapecó, n. 1991)

## Giocatori di football americano(1)
- Jean Bidaux, giocatore di football americano francese (Rouen)

## Giocatori di polo(1)
- Jean de Madre, giocatore di polo francese (Meudon, n. 1862 - Parigi, † 1934)

## Gioiellieri(1)
- Jean Chardin, gioielliere, viaggiatore e scrittore francese (Parigi, n. 1643 - Chiswick, † 1713)

## Giornaliste(1)
- Jean Carper, giornalista e saggista statunitense (n. 1932)

## Giornalisti(8)
- Jean Daniel, giornalista e scrittore francese (Blida, n. 1920 - Parigi, † 2020)
- Jean Dominique, giornalista haitiano (Port-au-Prince, n. 1930 - Port-au-Prince, † 2000)
- Georges Houard, giornalista francese (Nancy, n. 1893 - Parigi, † 1964)
- Jean Le Bitoux, giornalista e attivista francese (Bordeaux, n. 1948 - Parigi, † 2010)
- Jean Luchaire, giornalista francese (Siena, n. 1901 - Fort de Châtillon, † 1946)
- Jean Marcilly, giornalista e scrittore francese
- Hippolyte de Villemessant, giornalista francese (Rouen, n. 1810 - Monte Carlo, † 1879)
- Raymond Vouel, giornalista e politico lussemburghese (Rumelange, n. 1923 - Lussemburgo, † 1987)

## Giuristi(9)
- Jean Barbeyrac, giurista francese (Béziers, n. 1674 - Groninga, † 1744)
- Jean Bouhier, giurista e magistrato francese (Digione, n. 1673 - Digione, † 1746)
- Jean de Boyssoné, giurista e umanista francese (Castres - Chambéry, † 1558)
- Jean Bruyas, giurista, storico e filosofo francese (Le Vésinet, n. 1917 - Suresnes, † 2001)
- Jean Dabin, giurista belga (Liegi, n. 1889 - † 1971)
- Jean Pierre Gibert, giurista francese (Aix-en-Provence, n. 1660 - † 1736)
- Jean Ray, giurista, filosofo e sociologo francese (n. 1884 - † 1943)
- Jean de Maillard, giurista, magistrato e saggista francese (Saint-Germain-en-Laye, n. 1951)
- Jean de Senarclens, giurista e storico svizzero (Lavey-les-Bains, n. 1916 - Ginevra, † 2005)

## Hockeisti su ghiaccio(1)
- Jean Béliveau, hockeista su ghiaccio canadese (Trois-Rivières, n. 1931 - Longueuil, † 2014)

## Illusionisti(1)
- Jean Eugène Robert-Houdin, illusionista francese (Blois, n. 1805 - Saint-Gervais-la-Forêt, † 1871)

## Illustratori(1)
- Jean d'Ylen, illustratore francese (Parigi, n. 1886 - Parigi, † 1938)

## Imprenditori(6)
- Jean Paul Getty, imprenditore, collezionista d'arte e filantropo statunitense (Minneapolis, n. 1892 - Londra, † 1976)
- Jean Hoerni, imprenditore e inventore svizzero (Ginevra, n. 1924 - Seattle, † 1997)
- Jean Lion, imprenditore e partigiano francese (Parigi, n. 1910 - Parigi, † 1957)
- Jean Pierre Mustier, imprenditore, banchiere e dirigente d'azienda francese (Chamalières, n. 1961)
- Jean Peyrelevade, imprenditore francese (Marsiglia, n. 1939)
- Jean Rédélé, imprenditore e pilota automobilistico francese (Dieppe, n. 1922 - Parigi, † 2007)

## Incisori(5)
- Jean Duplessis-Bertaux, incisore e disegnatore francese (n. 1747 - † 1818)
- Jean Duvet, incisore, orafo e medaglista francese (Langres, n. 1485 - Langres, † 1562)
- Jean Jacques Flipart, incisore francese (Parigi, n. 1719 - Parigi, † 1782)
- Jean Le Pautre, incisore francese (n. 1618 - † 1682)
- Jean Papillon il Giovane, incisore e disegnatore francese (Saint-Quentin, n. 1661 - Parigi, † 1723)

## Infermiere(1)
- Jean Purdy, infermiera e biologa britannica (Cambridge, n. 1945 - Cambridge, † 1985)

## Informatiche(2)
- Jean Bartik, programmatrice statunitense (n. 1924 - † 2011)
- Jean E. Sammet, informatica statunitense (New York, n. 1928 - Silver Spring, † 2017)

## Informatici(1)
- Jean Ichbiah, informatico francese (Parigi, n. 1940 - Boston, † 2007)

## Ingegneri(11)
- Édouard Beugniot, ingegnere francese (Masevaux, n. 1822 - † 1878)
- Jean Baptiste Eugène Estienne, ingegnere francese (Condé en Barrois, n. 1860 - Parigi, † 1936)
- Jean Samuel Guisan, ingegnere svizzero (Avenches, n. 1740 - Berna, † 1801)
- Jean Jouzel, ingegnere e climatologo francese (Janzé, n. 1947)
- Jean Laherrère, ingegnere e geofisico francese (n. 1931)
- Jean François Mayor de Montricher, ingegnere svizzero (Lully, n. 1810 - Napoli, † 1858)
- Jean Pontremoli, ingegnere, dirigente d'azienda e ufficiale francese (Parigi, n. 1902 - † 1940)
- Jean Louis Protche, ingegnere francese (Metz, n. 1818 - Bologna, † 1886)
- Jean Résal, ingegnere francese (Besançon, n. 1854 - Parigi, † 1919)
- Jean Serra, ingegnere e matematico francese (Algeria, n. 1940)
- Jean de Wouters, ingegnere e inventore belga (Bruxelles, n. 1905 - Roma, † 1973)

## Insegnanti(4)
- Jean Hyacinthe Vincent, docente e medico francese (Bordeaux, n. 1862 - Parigi, † 1950)
- Jean Leering, docente olandese (Amsterdam, n. 1934 - Eindhoven, † 2005)
- Jean Massieu, insegnante francese (Semens, n. 1772 - Lilla, † 1846)
- Jean Pictet, docente svizzero (Ginevra, n. 1914 - † 2002)

## Inventori(1)
- Jean de Mannoury d'Ectot, inventore francese (Saint-Lambert, n. 1777 - Parigi, † 1822)

## Latinisti(1)
- Jean Bayet, latinista francese (Versailles, n. 1892 - Parigi, † 1969)

## Letterati(1)
- Jean Guéhenno, letterato e critico letterario francese (Fougères, n. 1890 - Parigi, † 1978)

## Linguisti(2)
- Jean Lanher, linguista francese (Montmédy, n. 1924 - Vandœuvre-lès-Nancy, † 2018)
- Jean Séguy, linguista, docente e filologo francese (Tolosa, n. 1914 - Tolosa, † 1973)

## Lottatori(4)
- Henri Deglane, lottatore francese (Limoges, n. 1902 - Chamalières, † 1975)
- Jean Bernard Diatta, lottatore senegalese (n. 1988)
- Jean Földeák, lottatore tedesco (Hitiaş, n. 1903 - Monaco di Baviera, † 1993)
- Jean Jourlin, lottatore francese (Tarare, n. 1904 - Bry-sur-Marne, † 1979)

## Lunghiste(1)
- Jean Desforges, lunghista, ostacolista e velocista britannica (Forest Gate, n. 1929 - Welwyn Garden City, † 2013)

## Lunghisti(1)
- Jean Marie Okutu, lunghista spagnolo (Cotonou, n. 1988)

## Magistrati(3)
- Jean Baptiste Denisart, magistrato francese (Iron, n. 1713 - Parigi, † 1765)
- Jean Tiberi, magistrato e politico francese (Parigi, n. 1935 - Parigi, † 2025)
- Jean Baptiste Treilhard, magistrato, diplomatico e generale francese (Brive-la-Gaillarde, n. 1742 - Parigi, † 1810)

## Matematici(14)
- Jean Bourgain, matematico belga (Ostenda, n. 1954 - Bonheiden, † 2018)
- Jean Coulomb, matematico e geofisico francese (Blida, n. 1904 - Versailles, † 1999)
- Jean Céa, matematico francese (ʿAyn Temūshent, n. 1932 - Nizza, † 2024)
- Jean Gaston Darboux, matematico francese (Nîmes, n. 1842 - Parigi, † 1917)
- Jean Delsarte, matematico francese (Fourmies, n. 1903 - Nancy, † 1968)
- Jean Dieudonné, matematico francese (Lilla, n. 1906 - Parigi, † 1992)
- Jean Baptiste Joseph Fourier, matematico e fisico francese (Auxerre, n. 1768 - Parigi, † 1830)
- Jean Frédéric Frenet, matematico, astronomo e meteorologo francese (Périgueux, n. 1816 - Périgueux, † 1900)
- Jean Boulenger, matematico e docente francese (Poissy - Parigi, † 1636)
- Jean Leray, matematico francese (Nantes, n. 1906 - La Baule, † 1998)
- Jean Leurechon, matematico francese (Bar-le-Duc, n. 1591 - Pont-à-Mousson, † 1670)
- Jean François Théophile Pépin, matematico francese (Cluses, n. 1826 - Lione, † 1904)
- Jean Trenchant, matematico francese
- Jean du Fay, matematico francese (n. 1397 - † 1472)

## Medaglisti(4)
- Antoine Bovy, medaglista svizzero (Ginevra - Ginevra, † 1877)
- Jean Dassier, medaglista svizzero (Ginevra, n. 1676 - Ginevra, † 1763)
- Jean Duvivier, medaglista belga (Liegi, n. 1687 - Parigi, † 1761)
- Jean Mauger, medaglista francese (Dieppe, n. 1648 - Parigi, † 1722)

## Medici(20)
- Jean Astruc, medico francese (Sauve, n. 1684 - Parigi, † 1766)
- Jean Bergeret, medico e psicanalista francese (Oullins, n. 1923 - Francheville, † 2016)
- Jean Bergonie, medico francese (Casseneuil, n. 1857 - † 1925)
- Charles Coquerel, medico e entomologo francese (Amsterdam, n. 1822 - Saint-Denis, † 1867)
- Jean Baptiste Félix Descuret, medico e scrittore francese (Chalon-sur-Saône, n. 1795 - Châtillon, † 1871)
- Jean Devaux, medico e chirurgo francese (Parigi, n. 1649 - Parigi, † 1729)
- Jean Fernel, medico e astronomo francese (Montdidier, n. 1497 - Fontainebleau, † 1558)
- Jean Hermann, medico e naturalista francese (Barr, n. 1738 - Strasburgo, † 1800)
- Jean Héroard, medico, veterinario e anatomista francese (Hauteville-la-Guichard, n. 1551 - La Rochelle, † 1628)
- Jean Marc Gaspard Itard, medico, pedagogista e educatore francese (n. 1774 - † 1838)
- Jean Le Boulch, medico francese (Brest, n. 1924 - Dinard, † 2001)
- Jean Liébault, medico e agronomo francese (Digione, n. 1535 - Parigi, † 1596)
- Jean Guillaume Auguste Lugol, medico francese (Montauban, n. 1786 - Neuilly-sur-Seine, † 1856)
- Camille Montagne, medico, botanico e micologo francese (Vaudoy-en-Brie, n. 1784 - Parigi, † 1866)
- Jean Léonard Marie Poiseuille, medico, fisiologo e fisico francese (Parigi, n. 1797 - Parigi, † 1869)
- Jean Prévost, medico e botanico svizzero (Delémont, n. 1585 - Padova, † 1631)
- Paul Reclus, medico francese (Orthez, n. 1847 - Parigi, † 1914)
- Jean Riolan, medico francese (Amiens, n. 1539 - † 1605)
- Jean Talairach, medico francese (Perpignano, n. 1911 - Parigi, † 2007)
- Jean Léo Testut, medico e anatomista francese (Saint-Avit-Sénieur, n. 1849 - Bordeaux, † 1925)

## Medievisti(1)
- Jean Flori, medievista francese (Lillebonne, n. 1936 - Carnac, † 2018)

## Mercenari(1)
- Jean Schramme, mercenario belga (Bruges, n. 1929 - Rondonópolis, † 1988)

## Mezzofondisti(1)
- Jean Wadoux, ex mezzofondista francese (Saint-Pol-sur-Ternoise, n. 1942)

## Mezzosoprani(1)
- Jean Kraft, mezzosoprano statunitense (Menasha, n. 1927 - Englewood, † 2021)

## Micologi(5)
- Jean Baptiste Barla, micologo francese (Nizza, n. 1817 - † 1896)
- Jean Baptiste Desmazières, micologo francese (Lilla, n. 1786 - Lambersart, † 1862)
- Michel Gandoger, micologo e botanico francese (Arnas, n. 1850 - Arnas, † 1926)
- Jean Louis Lucand, micologo francese (Beauvilliers, n. 1821 - † 1896)
- Jean Paul Vuillemin, micologo francese (Docelles, n. 1861 - Nancy, † 1932)

## Militari(48)
- Jean Toussaint Arrighi de Casanova, militare e politico francese (Corte, n. 1778 - Parigi, † 1853)
- Jean Astier de Villatte, militare e aviatore francese (Soturac, n. 1900 - Parigi, † 1985)
- Jean II des Barres, militare francese (La Réole, † 1324)
- Jean du Barry, militare francese (Château Renaud, † 1560)
- Jean IV de Beaumont, militare francese (Saint-Omer, † 1318)
- Jean Pierre Berger, militare e aviatore francese (Parigi, n. 1915 - Gibilterra, † 1940)
- Jean Assollant, militare e aviatore francese (Versailles, n. 1905 - Antsahampano, † 1942)
- Jean François de Bette, militare, diplomatico e nobile belga (Bruxelles, n. 1672 - Madrid, † 1725)
- Léon Bourjade, militare e aviatore francese (Montauban, n. 1889 - Isola di Yule, † 1924)
- Jean de Brosse, militare francese (Huriel, n. 1375 - Boussac, † 1433)
- Jean Bureau, militare francese (Semoine - Parigi, † 1463)
- Jean Casale, militare e aviatore francese (Olmeta di Tuda, n. 1893 - Daméraucourt, † 1923)
- Jean de la Cassiere, militare francese (Francia, n. 1502 - Roma, † 1581)
- Jean Chaput, militare e aviatore francese (Parigi, n. 1893 - Welles-Pérennes, † 1918)
- Jean de Chateaumorand, militare francese
- Jean de Clermont, militare francese (Poitiers, † 1356)
- Jean de Corbeil, militare francese († 1318)
- Jean Dagnaux, militare e aviatore francese (Montbéliard, n. 1891 - La Vallée-au-Blé, † 1940)
- Jean Demozay, militare e aviatore francese (Nantes, n. 1915 - Loges-en-Josas, † 1945)
- Jean Philippe Fenouillas, militare francese (Bordeaux, n. 1830 - Versailles, † 1873)
- Jean-Joseph Gauthier, militare francese (Septmoncel, n. 1765 - Ruffey-sur-Seille, † 1815)
- Jean II d'Harcourt, militare francese († 1302)
- Jean Baptiste Henraux, militare belga (Sedan, n. 1775 - Seravezza, † 1843)
- Jean Emile Humbert, militare e archeologo olandese (L'Aia, n. 1771 - Livorno, † 1839)
- Jean Louis de Nogaret de La Valette, militare francese (Cazaux-Savès, n. 1554 - Loches, † 1642)
- Jean de La Baume, militare francese († 1435)
- Jean I Le Meingre, militare francese (Digione, † 1367)
- Jean Lavallée, militare e partigiano francese (Saint-Nazaire, n. 1913 - Campo di concentramento di Buchenwald, † 1944)
- Jean IV de Mauquenchy, militare francese († 1391)
- Xavier Moissinac, militare e aviatore francese (Brive-la-Gaillarde, n. 1896 - Celles-lès-Condé, † 1918)
- Jean Moulin, militare e partigiano francese (Béziers, n. 1899 - Metz, † 1943)
- Jean Navarre, militare e aviatore francese (Jouy-sur-Morin, n. 1895 - Vélizy-Villacoublay, † 1919)
- Jean Netter, militare e aviatore francese (Gérardmer, n. 1914 - Wiesbaden, † 2010)
- Jean Offenberg, militare e aviatore belga (Laeken, n. 1916 - Blankney, † 1942)
- Jean Perdriau, militare francese (Beaulieu-sur-Layon, n. 1746 - Chemillé, † 1793)
- Jean Ravelonarivo, militare e politico malgascio (Berevo, n. 1959)
- Jean II de Rieux, militare francese (Rochefort-en-Terre, † 1417)
- Roger Ritoux-Lachaud, militare e aviatore francese (Talais, n. 1902 - Addis Abeba, † 1940)
- Jean Mathieu Philibert Sérurier, militare e politico francese (Laon, n. 1742 - Parigi, † 1819)
- Jean de Sibour, militare e aviatore francese (Londra, n. 1922 - El'nja, † 1943)
- Jean Salomon Simon, militare francese (Parigi, n. 1908 - Hoogeveen, † 1945)
- Jean François Timothée Trullet, militare francese (Saint-Tropez, n. 1763 - Nantes, † 1819)
- Jean Vallette d'Osia, militare e partigiano francese (Rennes, n. 1898 - Annecy-le-Vieux, † 2000)
- Jean Vilain, militare francese (Poitiers, n. 1836 - Camarón de Tejeda, † 1863)
- Jean Caylar d'Anduze de Saint-Bonnet, militare e nobile francese (Saint-Jean-du-Gard, n. 1585 - Fontaneto d'Agogna, † 1636)
- Jean-Baptiste d'Arco, militare italiano (Monaco di Baviera, † 1715)
- Jean Daniel de Gambs, militare francese (Strasburgo, n. 1744 - Napoli, † 1823)
- Jean de Wavrin, militare e letterato francese (n. 1395 - † 1475)

## Miniatori(2)
- Jean Le Noir, miniatore francese
- Jean Pucelle, miniatore francese (Parigi, n. 1300 - † 1355)

## Missionari(2)
- Jean Martin Adam, missionario e vescovo cattolico francese (Sigolsheim, n. 1846 - Bordeaux, † 1929)
- Armand David, missionario, zoologo e botanico francese (Espelette, n. 1826 - Parigi, † 1900)

## Modelle(3)
- Jean Bartel, modella e conduttrice televisiva statunitense (Los Angeles, n. 1923 - Brentwood, † 2011)
- Jean Kilbourne, ex modella, regista cinematografica e scrittrice statunitense (Junction City, n. 1943)
- Jean Shrimpton, supermodella e attrice britannica (High Wycombe, n. 1942)

## Monaci cristiani(2)
- Jean Bassand, monaco cristiano francese (Besançon - L'Aquila, † 1445)
- Jean Mabillon, monaco cristiano, diplomatista e teologo francese (Saint-Pierremont, n. 1632 - Saint-Germain-des-Prés, † 1707)

## Montatori(1)
- Jean Sacha, montatore, regista e sceneggiatore francese (Saint-Jean-Cap-Ferrat, n. 1912 - Parigi, † 1988)

## Musicisti(3)
- Jean Girard, musicista francese (Bourges, n. 1696 - Montréal, † 1765)
- Jean Hotteterre, musicista e compositore francese (Parigi - Parigi, † 1720)
- Jean Rivier, musicista francese (Villemomble, n. 1896 - La Penne-sur-Huveaune, † 1987)

## Musicologi(2)
- André Coeuroy, musicologo francese (Digione, n. 1891 - Chaumont, † 1976)
- Jean Chantavoine, musicologo francese (Parigi, n. 1877 - Mussy-sur-Seine, † 1952)

## Naturalisti(4)
- Jean Marius René Guibé, naturalista e erpetologo francese (Parigi, n. 1910 - Caen, † 1999)
- Jean Henri Jaume Saint-Hilaire, naturalista francese (Grasse, n. 1772 - Parigi, † 1845)
- Édouard Verreaux, naturalista francese (Parigi, n. 1810 - † 1868)
- Jean Florimond Boudon de Saint-Amans, naturalista francese (Agen, n. 1748 - Agen, † 1831)

## Navigatori(2)
- Jean Baptiste Charles Bouvet de Lozier, navigatore e esploratore francese (Pleudihen-sur-Rance, n. 1705 - Pleudihen-sur-Rance, † 1786)
- Jean Parmentier, navigatore, cartografo e poeta francese (Dieppe, n. 1494 - † 1529)

## Neurologi(2)
- Jean Abadie, neurologo e psichiatra francese (Tarbes, n. 1873 - † 1934)
- Jean Barré, neurologo francese (Chantenay-sur-Loire, n. 1880 - Strasburgo, † 1967)

## Nobildonne(1)
- Jean Gordon, nobildonna scozzese (Huntly Castle, n. 1546 - Dunrobin Castle, † 1629)

## Nobili(10)
- Jean Britaud, nobile, condottiero e politico francese († 1278)
- Louis Jean-Baptiste Gouvion, nobile, generale e politico francese (Tolosa, n. 1752 - Parigi, † 1823)
- Jean I de Croÿ, nobile e militare belga (Agincourt - † 1415)
- Jean de Breteuil, nobile e criminale francese (Parigi, n. 1949 - Tangeri, † 1972)
- Jean François de Noailles, nobile e militare francese (n. 1658 - † 1692)
- Jean de La Trémoille, nobile francese (n. 1377 - † 1449)
- Jean de Villiers de L'Isle-Adam, nobile e generale francese (Bruges, † 1437)
- Jean II de Croÿ, nobile belga (Digione - Valenciennes, † 1473)
- Jean Bretagne Charles de La Trémoille, nobile e militare francese (Parigi, n. 1737 - † 1792)
- Jean de Poltrot de Mére, nobile (n. 1537 - Parigi, † 1563)

## Numismatici(3)
- Jean Babelon, numismatico, storico e bibliotecario francese (Parigi, n. 1889 - Parigi, † 1978)
- Jean Boisard, numismatico francese
- Jean Foy-Vaillant, numismatico e avvocato francese (Beauvais, n. 1632 - Parigi, † 1706)

## Nuotatori(7)
- Jean Boiteux, nuotatore francese (Marsiglia, n. 1933 - Bordeaux, † 2010)
- Jean Jenny, nuotatore e pallanuotista svizzero († 1954)
- Jean Leclerq, nuotatore e pallanuotista francese (n. 1880)
- Jean Rodier, nuotatore e pallanuotista francese (Parigi, n. 1891 - † 1965)
- Jean van Silfhout, nuotatore, canottiere e pallanuotista olandese (Sloten, n. 1902 - Giakarta, † 1956)
- Jean Taris, nuotatore francese (Versailles, n. 1909 - Grasse, † 1977)
- Jean Thorailler, nuotatore e pallanuotista francese (Épernay, n. 1888 - Parigi, † 1957)

## Nuotatrici(1)
- Jean Stewart, nuotatrice neozelandese (Dunedin, n. 1930 - † 2020)

## Oboisti(1)
- Jean Danican Philidor, oboista e compositore francese (Versailles, † 1679)

## Operai(1)
- Jean Guyon Du Buisson, operaio francese (Tourouvre, n. 1592 - Québec, † 1663)

## Organisti(3)
- Jean Guillou, organista, pianista e compositore francese (Angers, n. 1930 - Parigi, † 2019)
- Jean Langlais, organista e compositore francese (La Fontenelle, n. 1907 - Parigi, † 1991)
- Jean Titelouze, organista, compositore e poeta francese (Saint-Omer, n. 1562 - Rouen, † 1633)

## Orientalisti(4)
- Jean Mohamed Ben Abdejlil, orientalista e islamista marocchino (Fès, n. 1904 - Villejuif, † 1979)
- Jean Jacques Antoine Caussin de Perceval, orientalista e linguista francese (Montdidier, n. 1759 - Parigi, † 1835)
- Jean Sauvaget, orientalista e storico francese (Niort, n. 1901 - Cambo-les-Bains, † 1950)
- Jean Varenne, orientalista, storico delle religioni e indologo francese (Marsiglia, n. 1926 - Parigi, † 1997)

## Ornitologi(3)
- Jean Louis Cabanis, ornitologo tedesco (Berlino, n. 1816 - Berlino, † 1906)
- Jean Théodore Delacour, ornitologo francese (Parigi, n. 1890 - Los Angeles, † 1985)
- Jean Stanislaus Stolzmann, ornitologo polacco (Varsavia, n. 1854 - Varsavia, † 1928)

## Orologiai(3)
- Jean Blanchet, orologiaio svizzero (Lione, n. 1767 - † 1852)
- Jean Jodin, orologiaio svizzero (Ginevra - Parigi, † 1761)
- Jean Baptiste Schwilgué, orologiaio francese (Strasburgo, n. 1776 - Strasburgo, † 1856)

## Ostacolisti(2)
- Jean Lécuyer, ostacolista francese (Boulogne-sur-Mer, n. 1876)
- Jean Baptiste Okello, ex ostacolista e velocista ugandese (Lira, n. 1940)

## Pallanuotisti(5)
- Jean De Backer, pallanuotista belga
- Jean Gysel, pallanuotista svizzero (n. 1910)
- Jean Hoffman, pallanuotista belga (Bruxelles, n. 1893)
- Jean Malisart, pallanuotista belga (Bruxelles, n. 1906)
- Soesoe van Oostrom Soede, pallanuotista olandese (Groede, n. 1911 - Wassenaar, † 1939)

## Pallavolisti(2)
- Jean Carlos Ortíz, pallavolista portoricano (San Juan, n. 1988)
- Jean Patry, pallavolista francese (Montpellier, n. 1996)

## Partigiani(2)
- Jean Nicoli, partigiano francese (San Gavino di Carbini, n. 1899 - Bastia, † 1943)
- Jean Maurice Paul Jules de Noailles, partigiano francese (Parigi, n. 1893 - Campo di concentramento di Bergen-Belsen, † 1945)

## Pastori protestanti(1)
- Jean Pierre Meille, pastore protestante italiano (Luserna San Giovanni, n. 1817 - Luserna San Giovanni, † 1887)

## Patrioti(1)
- Abraham Davel, patriota svizzero (Morrens, n. 1670 - Vidy, † 1723)

## Pedagogisti(1)
- Jean Gallon, pedagogo e compositore francese (Parigi, n. 1878 - Parigi, † 1959)

## Pianisti(2)
- Jean Casadesus, pianista francese (Parigi, n. 1927 - Renfrew, † 1972)
- Jean Wiener, pianista e compositore francese (Parigi, n. 1896 - Parigi, † 1982)

## Piloti automobilistici(8)
- Jean Achard, pilota automobilistico, giornalista e partigiano francese (Parigi, n. 1918 - Rio de Janeiro, † 1951)
- Jean Chassagne, pilota automobilistico e aviatore francese (La Croisille-sur-Briance, n. 1881 - La Croisille-sur-Briance, † 1947)
- Jean Guichet, pilota automobilistico francese (Marsiglia, n. 1927)
- Jean Lucas, pilota automobilistico francese (Le Mans, n. 1917 - Saint-Martin-de-Ré, † 2003)
- Jean Lucienbonnet, pilota automobilistico francese (Nizza, n. 1923 - Enna, † 1962)
- François Mazet, pilota automobilistico francese (Parigi, n. 1943)
- Jean Rondeau, pilota automobilistico francese (Le Mans, n. 1946 - Champagné, † 1985)
- Jean Xhenceval, pilota automobilistico belga (Comblain-au-Pont, n. 1945)

## Piloti di rally(4)
- Jean Deschazeaux, pilota di rally marocchino (Marrakech, n. 1926 - Saint-Avit-Saint-Nazaire, † 2012)
- Jean-Pierre Nicolas, ex pilota di rally francese (Marsiglia, n. 1945)
- Jean Ragnotti, ex pilota di rally francese (Carpentras, n. 1945)
- Jean Vinatier, pilota di rally e pilota automobilistico francese (Parigi, n. 1933)

## Piloti motociclistici(5)
- Jean Auréal, pilota motociclistico francese (Versailles, n. 1941 - Mantes-la-Jolie, † 1985)
- Jean de Azevedo, pilota motociclistico brasiliano (São José dos Campos, n. 1974)
- Jean Behra, pilota motociclistico e pilota automobilistico francese (Nizza, n. 1921 - Berlino, † 1959)
- Jean Brucy, pilota motociclistico e copilota di rally francese (Montargis, n. 1962)
- Jean Pierre Jeandat, pilota motociclistico francese (Reims, n. 1970)

## Pirati(5)
- Jean Bernanos, pirata francese (Francia, n. 1648 - Santo Domingo, † 1695)
- Jean L'Escuyer, pirata francese (Francia - † 1685)
- Jean Lafitte, pirata francese (Francia, n. 1776 - Caraibi, † 1826)
- François l'Olonese, pirata francese (Les Sables-d'Olonne, n. 1634 - foce del Rio San Juan, † 1671)
- Jean Rose, pirata francese (Francia - † 1688)

## Pistard(2)
- Jean Cugnot, pistard francese (Parigi, n. 1899 - Parigi, † 1933)
- Jean Goujon, pistard francese (Parigi, n. 1914 - Chaville, † 1991)

## Poeti(25)
- Jean Aicard, poeta, scrittore e drammaturgo francese (Tolone, n. 1848 - Parigi, † 1921)
- Jean Antoine de Baïf, poeta francese (Venezia, n. 1532 - Parigi, † 1589)
- Jean Bertaut, poeta francese (Caen, n. 1552 - Sées, † 1611)
- Jean Bodel, poeta e giullare francese (Arras - Beaurain, † 1210)
- Jean Chapelain, poeta e critico letterario francese (Parigi, n. 1595 - Parigi, † 1674)
- Jean Cocteau, poeta, saggista e drammaturgo francese (Maisons-Laffitte, n. 1889 - Milly-la-Forêt, † 1963)
- Jean Desmarets de Saint-Sorlin, poeta francese (Parigi, n. 1595 - Parigi, † 1676)
- Jean Duhamel, poeta francese (Vire)
- Jean Follain, poeta e scrittore francese (Canisy, n. 1903 - Parigi, † 1971)
- Jean de Meung, poeta francese (Meung-sur-Loire - Parigi)
- Jean Lorrain, poeta e scrittore francese (Fécamp, n. 1855 - Parigi, † 1906)
- Jean Moréas, poeta e critico letterario greco (Atene, n. 1856 - Saint-Mandé, † 1910)
- Jean Portante, poeta lussemburghese (Differdange, n. 1950)
- Jean Reboul, poeta francese (Nîmes, n. 1796 - Nîmes, † 1864)
- Jean Richepin, poeta, scrittore e drammaturgo francese (Médéa, n. 1849 - Parigi, † 1926)
- Arthur Rimbaud, poeta francese (Charleville, n. 1854 - Marsiglia, † 1891)
- Jean de Santeul, poeta francese (Parigi, n. 1630 - Digione, † 1697)
- Jean Regnault de Segrais, poeta, letterato e traduttore francese (Caen, n. 1624 - Caen, † 1701)
- Jean Sénac, poeta e drammaturgo francese (Béni Saf, n. 1926 - Algeri, † 1973)
- Jean Sirmond, poeta e storiografo francese (Riom, n. 1589 - Riom, † 1649)
- Jean de Sponde, poeta francese (Mauléon, n. 1557 - Bordeaux, † 1595)
- Jean Vauquelin de La Fresnaye, poeta e scrittore francese (La Fresnaye-au-Sauvage, n. 1536 - Caen, † 1606)
- Jean Voulté, poeta francese (Vandy, n. 1505 - Chambéry, † 1542)
- Jean Bastier de La Péruse, poeta e drammaturgo francese (La Péruse, n. 1529 - La Péruse, † 1554)
- Jean de La Taille, poeta e drammaturgo francese (Bondaroy, n. 1540 - Parigi, † 1607)

## Politiche(1)
- Jean Carnahan, politica statunitense (Washington, n. 1933 - Creve Coeur, † 2024)

## Politici(45)
- Jean Alingué Bawoyeu, politico ciadiano (N'Djamena, n. 1937)
- Jean Allemane, politico francese (Sauveterre-de-Comminges, n. 1843 - Herblay, † 1935)
- Jean Arthuis, politico francese (Saint-Martin-du-Bois, n. 1944)
- Jean Asselborn, politico lussemburghese (Steinfort, n. 1949)
- Jean-Baptiste Annibal Aubert du Bayet, politico e generale francese (Baton Rouge, n. 1757 - Costantinopoli, † 1797)
- Jean Baggioni, politico francese (Tox, n. 1939)
- Louis Barthou, politico francese (Oloron-Sainte-Marie, n. 1862 - Marsiglia, † 1934)
- Jean Biondi, politico francese (Sari d'Orcino, n. 1909 - Groslay, † 1950)
- Jean Baptiste Bouchotte, politico e militare francese (Metz, n. 1754 - Le Ban-Saint-Martin, † 1840)
- Anthelme Brillat-Savarin, politico e gastronomo francese (Belley, n. 1755 - Parigi, † 1826)
- Jean Casimir-Perier, politico francese (Parigi, n. 1847 - Parigi, † 1907)
- Jean de Chantelauze, politico e magistrato francese (Montbrison, n. 1787 - Voreppe, † 1859)
- Jean Defraigne, politico belga (Roosendaal en Nispen, n. 1929 - † 2016)
- Jean Duvieusart, politico belga (Les Bons Villers, n. 1900 - Charleroi, † 1977)
- Jean François-Poncet, politico francese (Parigi, n. 1928 - Parigi, † 2012)
- Jean Philippe Garran de Coulon, politico, avvocato e nobile francese (Saint-Maixent, n. 1748 - Parigi, † 1816)
- Jean Gol, politico belga (Londra, n. 1942 - Liegi, † 1995)
- Camille Huysmans, politico e giornalista belga (Bilzen, n. 1871 - Anversa, † 1968)
- Jean Hérold-Paquis, politico e giornalista francese (Arches, n. 1912 - Fontenay-aux-Roses, † 1945)
- Jean Jaurès, politico francese (Castres, n. 1859 - Parigi, † 1914)
- Jean Kambanda, politico e criminale ruandese (n. 1955)
- Jean Nguza Karl-i-Bond, politico della Repubblica Democratica del Congo (Musumba, n. 1938 - Kinshasa, † 2003)
- Jean Lassalle, politico francese (Lourdios-Ichère, n. 1955)
- Jean-Marie Le Pen, politico francese (La Trinité-sur-Mer, n. 1928 - Garches, † 2025)
- Joseph Lebeau, politico belga (Huy, n. 1794 - Huy, † 1865)
- Jean Lecanuet, politico francese (Rouen, n. 1920 - Neuilly-sur-Seine, † 1993)
- Jean Lesage, politico e avvocato canadese (Montréal, n. 1912 - Sillery, † 1980)
- Jean Armand de Lestocq, politico e medico russo (Luneburgo, n. 1692 - San Pietroburgo, † 1767)
- Jean-Claude Marcourt, politico belga (Awans, n. 1956)
- Jean Baptiste McLoughlin, politico canadese (Rivière-du-Loup, n. 1784 - Oregon City, † 1857)
- Jean Monnet, politico francese (Cognac, n. 1888 - Bazoches-sur-Guyonne, † 1979)
- Jean Eyeghé Ndong, politico gabonese (n. 1946)
- Désiré Niel, politico francese (Touët-sur-Var, n. 1814 - † 1873)
- Jean-Baptiste Nothomb, politico e diplomatico belga (Messancy, n. 1805 - Berlino, † 1881)
- Jean Obeid, politico e giornalista libanese (Alma, n. 1939 - Beirut, † 2021)
- Jean Penders, politico olandese (Gemert, n. 1939 - Leidschendam, † 2025)
- Ferdinand Sarrien, politico francese (Bourbon-Lancy, n. 1840 - Parigi, † 1915)
- Jean Sauvagnargues, politico francese (Parigi, n. 1915 - Parigi, † 2002)
- Jean Spautz, politico lussemburghese (Schifflange, n. 1930)
- Jean Sarkozy, politico francese (Neuilly-sur-Seine, n. 1986)
- Jean Van Houtte, politico belga (Gand, n. 1907 - Bruxelles, † 1991)
- Jean-Baptiste Guillaume Joseph, conte di Villèle, politico francese (Tolosa, n. 1773 - Tolosa, † 1854)
- Jean Zay, politico francese (Orléans, n. 1904 - Molles, † 1944)
- Jean Zuccarelli, politico francese (Bastia, n. 1907 - Ville-di-Pietrabugno, † 1996)
- Jean de Croÿ, politico, militare e nobile belga (Mons, † 1581)

## Politologi(1)
- Jean Blondel, politologo e saggista francese (Tolone, n. 1929 - Londra, † 2022)

## Presbiteri(11)
- Jean Basin de Sandaucourt, presbitero, latinista e umanista francese (Sandaucourt - † 1523)
- Jean Calvet, presbitero e teologo francese (Castelnau-Montratier, n. 1874 - Sèvres, † 1965)
- Jean Carmignac, presbitero e biblista francese (Parigi, n. 1914 - Viroflay, † 1986)
- Jules Chevalier, presbitero francese (Richelieu, n. 1824 - Issoudun, † 1907)
- Jean Coste, presbitero e storico francese (Clermont-Ferrand, n. 1926 - Roma, † 1994)
- Jean d'Estrées, presbitero, politico e diplomatico francese (Parigi, n. 1666 - Parigi, † 1718)
- Jean Baptiste Gridaine, presbitero francese (Rimogne, n. 1764 - Stoccolma, † 1833)
- Jean Leflon, presbitero e storico francese (Vouziers, n. 1893 - Foix, † 1979)
- Jean Levie, presbitero e teologo belga (Charleroi, n. 1885 - Lovanio, † 1966)
- Jean Monbourquette, presbitero e psicologo canadese (Iberville, n. 1933 - Ottawa, † 2011)
- Jean Nicolas, presbitero e missionario francese (Morlaix, n. 1901 - Bordeaux, † 1984)

## Produttori cinematografici(1)
- Jean Mugeli, produttore cinematografico e regista francese (n. 1890 - † 1954)

## Produttori televisivi(1)
- Jean Chalopin, produttore televisivo, sceneggiatore e regista francese (Tours, n. 1950)

## Profumieri(2)
- Jean-Marie Farina, profumiere e mercante italiano (Santa Maria Maggiore, n. 1785 - Parigi, † 1864)
- Jean Kerléo, profumiere francese (Guiclan, n. 1932 - † 2025)

## Psichiatri(2)
- Joseph Capgras, psichiatra francese (Verdun-sur-Garonne, n. 1873 - Parigi, † 1950)
- Jean Starobinski, psichiatra e critico letterario svizzero (Ginevra, n. 1920 - Morges, † 2019)

## Psicoanalisti(1)
- Jean Oury, psicoanalista e psichiatra francese (Parigi, n. 1924 - Cour-Cheverny, † 2014)

## Psicologi(2)
- Jean Château, psicologo francese (Charente, n. 1908 - Pessac, † 1990)
- Jean Piaget, psicologo, biologo e pedagogista svizzero (Neuchâtel, n. 1896 - Ginevra, † 1980)

## Pubblicitari(1)
- Jean Carlu, pubblicitario francese (Bonnières-sur-Seine, n. 1900 - Nogent-sur-Marne, † 1997)

## Pugili(5)
- Jean Ces, pugile francese (Béziers, n. 1906 - † 1969)
- Jean Delarge, pugile belga (Liegi, n. 1906 - Liegi, † 1977)
- Jean Despeaux, pugile francese (Parigi, n. 1915 - Largentière, † 1989)
- Jean Gachet, pugile francese (n. 1894 - † 1968)
- Jean Josselin, pugile francese (Besançon, n. 1940 - Gray, † 2021)

## Rapper(1)
- Guaynaa, rapper e cantante portoricano (Caguas, n. 1992)

## Registi(29)
- Yannick Andréi, regista francese (Bordeaux, n. 1927 - Neuilly-sur-Seine, † 1987)
- Jean Beaudin, regista, sceneggiatore e montatore canadese (Montréal, n. 1939 - Montréal, † 2019)
- Jean Becker, regista, sceneggiatore e attore francese (Parigi, n. 1938)
- Jean Benoît-Lévy, regista francese (Parigi, n. 1888 - Parigi, † 1959)
- Jean Boyer, regista e compositore francese (Parigi, n. 1901 - Parigi, † 1965)
- Jean Tourane, regista francese (Angervilliers, n. 1919 - Le Val-Saint-Germain, † 1986)
- Jean-Daniel Cadinot, regista e produttore cinematografico francese (Parigi, n. 1944 - Salouël, † 2008)
- Jean Choux, regista francese (Ginevra, n. 1887 - Parigi, † 1946)
- Jean-Paul Civeyrac, regista francese (Firminy, n. 1964)
- Jean Daumery, regista belga (Bruxelles, n. 1898 - Losanna, † 1934)
- Jean Delannoy, regista, sceneggiatore e montatore francese (Noisy-le-Sec, n. 1908 - Guainville, † 2008)
- Jean Dréville, regista francese (Vitry-sur-Seine, n. 1906 - Vallangoujard, † 1997)
- Jean Durand, regista e sceneggiatore francese (Parigi, n. 1882 - Parigi, † 1946)
- Jean Epstein, regista francese (Varsavia, n. 1897 - Parigi, † 1953)
- Jean Eustache, regista francese (Pessac, n. 1938 - Parigi, † 1981)
- Jean Girault, regista, sceneggiatore e produttore cinematografico francese (Villenauxe-la-Grande, n. 1924 - Parigi, † 1982)
- Jean Grémillon, regista francese (Bayeux, n. 1901 - Parigi, † 1959)
- Jean Laviron, regista e sceneggiatore francese (Parigi, n. 1915 - Fresneaux-Montchevreuil, † 1987)
- Jean Mamy, regista, montatore e scrittore francese (Chambéry, n. 1902 - Arcueil, † 1949)
- Jean Negulesco, regista, sceneggiatore e attore rumeno (Craiova, n. 1900 - Marbella, † 1993)
- Jean Painlevé, regista francese (Parigi, n. 1902 - Neuilly-sur-Seine, † 1989)
- Alexandre Promio, regista e fotografo francese (Lione, n. 1868 - Asnières-sur-Seine, † 1926)
- Jean Renoir, regista, sceneggiatore e scrittore francese (Parigi, n. 1894 - Beverly Hills, † 1979)
- Éric Rohmer, regista, sceneggiatore e scenografo francese (Tulle, n. 1920 - Parigi, † 2010)
- Jean Rollin, regista cinematografico, sceneggiatore e attore francese (Neuilly-sur-Seine, n. 1938 - Parigi, † 2010)
- Jean Valère, regista francese (Parigi, n. 1925 - Parigi, † 2017)
- Jean Vigo, regista francese (Parigi, n. 1905 - Parigi, † 1934)
- Jean Yarbrough, regista statunitense (Marianna, n. 1901 - Los Angeles, † 1975)
- Jean de Limur, regista, attore e sceneggiatore francese (Vouhé, n. 1887 - Parigi, † 1976)

## Registi teatrali(1)
- Jean Vilar, regista teatrale, attore e direttore teatrale francese (Sète, n. 1912 - Sète, † 1971)

## Religiosi(10)
- Jean d'Auton, religioso, scrittore e poeta francese (n. 1466 - † 1528)
- Jean Hermant, religioso e storico francese (Caen, n. 1650 - † 1725)
- Jean Baptiste de la Barrière, religioso francese (Saint-Céré, n. 1544 - Roma, † 1600)
- Jean Leclercq, religioso francese (Avesnes-sur-Helpe, n. 1911 - Clervaux, † 1993)
- Jean Morin, religioso, teologo e predicatore francese (Blois, n. 1591 - Parigi, † 1659)
- Jean Rambaud, religioso e teologo francese (Grenoble, n. 1908 - Venasque, † 1977)
- Jean Louis Ska, religioso, biblista e teologo belga (Arlon, n. 1946)
- Jean Testu de Mauroy, religioso e scrittore francese (n. 1626 - Parigi, † 1706)
- Jean Tisserand, religioso e scrittore francese (Lione, † 1497)
- Jean Vallière, religioso francese (Acqueville - Parigi, † 1523)

## Rugbisti a 15(7)
- Jean Collas, rugbista a 15 e tiratore di fune francese (Parigi, n. 1874 - Asnières-sur-Seine, † 1928)
- Jean Condom, ex rugbista a 15 francese (Saint-André-de-Seignanx, n. 1960)
- Jean Desclaux, rugbista a 15, allenatore di rugby a 15 e dirigente sportivo francese (Dax, n. 1922 - Dax, † 2006)
- Jean Hervé, rugbista a 15 e attore francese (Parigi, n. 1884 - Parigi, † 1966)
- Jean Kleyn, rugbista a 15 sudafricano (Johannesburg, n. 1993)
- Jean Prat, rugbista a 15 e allenatore di rugby a 15 francese (Lourdes, n. 1923 - Tarbes, † 2005)
- Jean de Villiers, ex rugbista a 15 sudafricano (Paarl, n. 1981)

## Saggisti(2)
- Jean Mitry, saggista, critico cinematografico e regista francese (Soissons, n. 1904 - La Garenne-Colombes, † 1988)
- Jean Vaquié, saggista francese (Bordeaux, n. 1911 - Lione, † 1992)

## Scacchisti(1)
- Jean Dufresne, scacchista e scrittore tedesco (Berlino, n. 1829 - Berlino, † 1893)

## Sceneggiatori(5)
- Jean Aurenche, sceneggiatore francese (Pierrelatte, n. 1903 - Bandol, † 1992)
- Jean Aurel, sceneggiatore e regista francese (Răstolița, n. 1925 - Parigi, † 1996)
- Jean Gruault, sceneggiatore e attore francese (Fontenay-sous-Bois, n. 1924 - Parigi, † 2015)
- Jean Manse, sceneggiatore e paroliere francese (Marsiglia, n. 1899 - Marsiglia, † 1967)
- Jean de Segonzac, sceneggiatore, regista e direttore della fotografia statunitense (New York, n. 1949)

## Scenografi(1)
- Jean Rabasse, scenografo francese (Tlemcen, n. 1961)

## Schermidori(13)
- Jean Brousse, ex schermidore francese
- Jean Coutte, schermidore francese (n. 1918 - Compiègne, † 1969)
- Jean Dreyfus, schermidore francese
- Jean Henriet, schermidore belga (n. 1932 - † 2000)
- Jean Khayat, ex schermidore tunisino (Tunisi, n. 1942)
- Jean Lacroix, schermidore francese (Parigi, n. 1884 - Parigi, † 1971)
- Jean Laroyenne, schermidore francese (Lione, n. 1930 - Lione, † 2009)
- Jean Levavasseur, schermidore francese (Chatou, n. 1924 - Poissy, † 1999)
- Jean Link, schermidore lussemburghese (Lussemburgo, n. 1938 - † 2020)
- Jean Margraff, schermidore francese (Graçay, n. 1876 - Lunéville, † 1959)
- Jean Parent, schermidore francese (Lilla, n. 1928 - Marcq-en-Barœul, † 2019)
- Jean Piot, schermidore francese (San Quintino, n. 1890 - † 1961)
- Jean Weill, schermidore svizzero

## Scialpinisti(1)
- Jean Pellissier, scialpinista e fondista di corsa in montagna italiano (Aosta, n. 1972 - Saint-Vincent, † 2023)

## Sciatori alpini(3)
- Jean Keyrouz, sciatore alpino libanese (n. 1931 - † 2024)
- Jean Vuarnet, sciatore alpino e allenatore di sci alpino francese (Il Bardo, n. 1933 - Sallanches, † 2017)
- Jean Petter Østbye, ex sciatore alpino norvegese

## Sciatrici alpine(1)
- Jean Saubert, sciatrice alpina statunitense (Roseburg, n. 1942 - Bigfork, † 2007)

## Scrittrici(7)
- Jean M. Auel, scrittrice statunitense (Chicago, n. 1936)
- Jean Campbell Cooper, scrittrice inglese (Chefoo, n. 1905 - † 1999)
- Jean Craighead George, scrittrice statunitense (Washington, n. 1919 - Mount Kisco, † 2012)
- Jean Hanff Korelitz, scrittrice statunitense (New York, n. 1961)
- Jean Rhys, scrittrice britannica (Roseau, n. 1890 - Exeter, † 1979)
- Jean Stafford, scrittrice statunitense (Covina, n. 1915 - White Plains, † 1979)
- Jean Webster, scrittrice statunitense (Fredonia, n. 1876 - New York, † 1916)

## Scultori(15)
- Jean Boucher, scultore francese (Cesson-Sévigné, n. 1870 - Parigi, † 1939)
- Jean Clareboudt, scultore francese (Lione, n. 1944 - Istanbul, † 1997)
- Jean Cornu, scultore francese (Parigi, n. 1650 - Lisieux, † 1710)
- Jean-Baptiste Joseph Debay, scultore belga (Mechelen, n. 1779 - Parigi, † 1863)
- Jean Del Cour, scultore fiammingo (Hamoir, n. 1627 - Liegi, † 1707)
- Jean Goujon, scultore e architetto francese (Normandia - Bologna)
- Ipoustéguy, scultore, pittore e disegnatore francese (Dun-sur-Meuse, n. 1920 - Doulcon, † 2006)
- Jean de Chetro, scultore italiano (Étroubles)
- Jean Vion de Samoëns, scultore e incisore italiano (Savoia)
- Jean de Cambrai, scultore francese (Bourges, † 1438)
- Jean Raon, scultore e insegnante francese (Parigi, n. 1630 - Parigi, † 1707)
- Jean Tinguely, scultore svizzero (Friburgo, n. 1925 - Berna, † 1991)
- Jean Varin, scultore e medaglista francese (Liegi, n. 1604 - † 1672)
- Giambologna, scultore fiammingo (Douai, n. 1529 - Firenze, † 1608)
- Jean de Marco, scultore italiano (Parigi, n. 1898 - † 1990)

## Siepisti(1)
- Jean Chastanié, siepista e mezzofondista francese (Lorient, n. 1875 - Parigi, † 1948)

## Sociologi(3)
- Jean Baudrillard, sociologo, filosofo e politologo francese (Reims, n. 1929 - Parigi, † 2007)
- Jean Séguy, sociologo francese (Duras, n. 1925 - Labruyère, † 2007)
- Jean Ziegler, sociologo e politico svizzero (Thun, n. 1934)

## Sollevatori(1)
- Jean Debuf, sollevatore francese (Bousbecque, n. 1924 - Marcq-en-Barœul, † 2010)

## Stilisti(1)
- Jean Dessès, stilista greco (Alessandria d'Egitto, n. 1904 - Atene, † 1970)

## Storici(21)
- Jean François Boissonade de Fontarabie, storico francese (Parigi, n. 1774 - Parigi, † 1857)
- Jean Bottéro, storico e orientalista francese (Vallauris, n. 1914 - Gif-sur-Yvette, † 2007)
- Jean Bouvier, storico francese (Lione, n. 1920 - Villejuif, † 1987)
- Jean Bérard, storico e archeologo francese (Parigi, n. 1908 - Beaune, † 1957)
- Jean Delumeau, storico e saggista francese (Nantes, n. 1923 - Brest, † 2020)
- Jean Dumont, storico francese (Lione, n. 1923 - † 2001)
- Jean Durry, storico e scrittore francese (Parigi, n. 1936)
- Jean Favier, storico e archivista francese (Parigi, n. 1932 - Parigi, † 2014)
- Jean Froissart, storico francese (Valenciennes - Chimay)
- Jean Gimpel, storico francese (Parigi, n. 1918 - Londra, † 1996)
- Jean Jules Jusserand, storico e diplomatico francese (Lione, n. 1855 - Parigi, † 1932)
- Georges Lacour-Gayet, storico e scrittore francese (Marsiglia, n. 1856 - Parigi, † 1935)
- Jean Le Bel, storico fiammingo († 1370)
- Jean Le Fèvre de Saint-Remy, storico francese (Abbeville, n. 1395 - Bruges, † 1468)
- Jean Orcibal, storico francese (Bordeaux, n. 1913 - Bordeaux, † 1991)
- Jean Richard, storico francese (Le Kremlin-Bicêtre, n. 1921 - Digione, † 2021)
- Jean Stengers, storico belga (n. 1922 - Ixelles, † 2002)
- Jean Tulard, storico francese (Parigi, n. 1933)
- Jean de Hocsem, storico fiammingo (n. 1278 - † 1348)
- Jean de Pange, storico e scrittore francese (Parigi, n. 1881 - Parigi, † 1957)
- Jean de Viguerie, storico francese (Roma, n. 1935 - Montauban, † 2019)

## Storici dell'arte(2)
- Jean Paul Richter, storico dell'arte tedesco (Dresda, n. 1847 - Lugano, † 1937)
- Jean Baptiste Louis Georges Seroux d'Agincourt, storico dell'arte francese (Beauvais, n. 1730 - Roma, † 1814)

## Storici delle religioni(1)
- Jean Filliozat, storico delle religioni e orientalista francese (Parigi, n. 1906 - Parigi, † 1982)

## Tenniste(2)
- Jean Quertier, tennista britannica (Londra, n. 1925 - Rotterdam, † 2019)
- Jean Walker-Smith, tennista britannica (Dulwich, n. 1924 - † 2010)

## Tennisti(5)
- Jean Borotra, tennista, politico e imprenditore francese (Domaine du Pouy à Biarritz, n. 1898 - Arbonne, † 1994)
- Jean Lesueur, tennista francese (Dieppe, n. 1910 - Ispagnac, † 1969)
- André Prévost, tennista francese (Reims, n. 1860 - Parigi, † 1919)
- Jean Schopfer, tennista, scrittore e giornalista francese (Morges, n. 1868 - Parigi, † 1931)
- Jean Washer, tennista belga (Berchem, n. 1894 - Ginevra, † 1972)

## Tenori(1)
- Jean de Reszke, tenore e insegnante polacco (Varsavia, n. 1850 - Nizza, † 1925)

## Teologi(10)
- Jean Daniélou, teologo e cardinale francese (Neuilly-sur-Seine, n. 1905 - Parigi, † 1974)
- Jean Deslions, teologo francese (Pontoise, n. 1615 - † 1700)
- Jean Gerson, teologo e filosofo francese (Gerson, n. 1363 - Lione, † 1429)
- Jean de Hesdin, teologo francese (Hesdin - † 1412)
- Jean Heynlin, teologo e umanista tedesco (Stein - Basilea, † 1496)
- Jean Laurent Le Semelier, teologo francese (Parigi, n. 1660 - † 1725)
- Jean Mestrezat, teologo francese (Parigi, n. 1592 - † 1657)
- Jean Mouroux, teologo francese (Digione, n. 1901 - Digione, † 1973)
- Jean Pontas, teologo francese (Saint-Hilaire-du-Harcouët, n. 1638 - Parigi, † 1728)
- Jean de Serres, teologo e storico francese (Villeneuve-de-Berg, n. 1540 - † 1598)

## Tipografi(2)
- Jean Maximilien Lucas, tipografo e editore francese (Rouen, n. 1636 - † 1697)
- Jean de Tournes, tipografo e editore francese (Noyon, n. 1504 - Parigi, † 1564)

## Tiratori a segno(3)
- Jean Pierre Brol, tiratore a segno guatemalteco (Città del Guatemala, n. 1981)
- Jean Quiquampoix, tiratore a segno francese (Parigi, n. 1995)
- René Thomas, tiratore a segno francese (Breux-sur-Avre, n. 1865 - † 1925)

## Traduttori(1)
- Jean Baudoin, traduttore e scrittore francese (Pradelle, n. 1590 - Parigi, † 1650)

## Triplisti(1)
- Jonathan Drack, triplista mauriziano (Beau Bassin-Rose Hill, n. 1988)

## Umanisti(2)
- Jean Mercier, umanista, ebraista e filologo francese (Uzès - Parigi, † 1570)
- Jean Passerat, umanista e poeta francese (Troyes, n. 1534 - Parigi, † 1602)

## Umoristi(1)
- Jean-Charles, umorista e scrittore francese (Saint-Aulaye, n. 1922 - Cahors, † 2003)

## Velisti(1)
- Jean de Chabannes, velista francese (Lapalisse, n. 1871 - Parigi, † 1933)

## Velociste(1)
- Jean Scrivens, ex velocista britannica (Camberwell, n. 1935)

## Velocisti(1)
- André Devaux, velocista francese (Laon, n. 1894 - Chaumont, † 1981)

## Vescovi(3)
- Jean Flandrin, vescovo e cardinale francese (Francia - Peñíscola, † 1415)
- Jean Le Moine, vescovo e cardinale francese (Crécy-en-Ponthieu - Avignone, † 1313)
- Jean d'Auxois, vescovo francese (Corbigny - † 1317)

## Vescovi cattolici(16)
- Jean Allarmet de Brogny, vescovo cattolico e cardinale francese (Brogny, n. 1342 - Roma, † 1426)
- Jean Cassaigne, vescovo cattolico e missionario francese (Grenade-sur-l'Adour, n. 1895 - † 1973)
- Jean Chevrot, vescovo cattolico, politico e mecenate francese (Poligny - Lilla, † 1460)
- Jean di Michaëlis, vescovo cattolico svizzero (Lucens, † 1468)
- Jean di Nanteuil, vescovo cattolico francese († 1298)
- Jean de La Grange, vescovo cattolico, cardinale e politico francese (Chalon-sur-Saône - Avignone, † 1402)
- Jean Laffitte, vescovo cattolico francese (Oloron-Sainte-Marie, n. 1952)
- Jean de Montluc, vescovo cattolico francese (Tolosa, n. 1508 - Tolosa, † 1579)
- Jean Baptiste Nguyễn Huy Bắc, vescovo cattolico vietnamita (Buôn Ma Thuột, n. 1967)
- Jean des Porcelets de Maillane, vescovo cattolico francese (Valhey, n. 1581 - Nancy, † 1624)
- Jean Vendeville, vescovo cattolico francese (Sainghin-en-Mélantois, n. 1527 - Tournai, † 1592)
- Jean Vilnet, vescovo cattolico francese (Chaumont, n. 1922 - Saint-Dié-des-Vosges, † 2013)
- Jean Khamsé Vithavong, vescovo cattolico laotiano (Keng Sadoc, n. 1942 - Vientiane, † 2024)
- Jean Sommeng Vorachak, vescovo cattolico laotiano (Ban Sian Vangtha, n. 1933 - Bangkok, † 2009)
- Jean Marie Vũ Tất, vescovo cattolico vietnamita (Bến Thôn, n. 1944)
- Jean Đỗ Văn Ngân, vescovo cattolico vietnamita (Ninh Bình, n. 1953)

## Viaggiatori(1)
- Jean de Thévenot, viaggiatore, naturalista e botanico francese (Parigi, n. 1633 - Mianeh, † 1667)

## Violinisti(1)
- Jean Pougnet, violinista britannico (Mauritius, n. 1907 - Worthing, † 1968)

## Violoncellisti(2)
- Hugo Becker, violoncellista, insegnante e compositore tedesco (Strasburgo, n. 1863 - Geiselgasteig, † 1941)
- Jean Balthasar Tricklir, violoncellista e compositore francese (Digione, n. 1750 - Dresda, † 1813)

## Zoologi(3)
- Jean Louis Armand de Quatrefages de Bréau, zoologo e antropologo francese (Berthézène, n. 1810 - Parigi, † 1892)
- Jean René Constant Quoy, zoologo e naturalista francese (Maillé, n. 1790 - Rochefort, † 1869)
- Jean Baptiste François René Koehler, zoologo francese (Saint-Dié-des-Vosges, n. 1860 - Lione, † 1931)

## Senza attività specificata(19)
- Jean Améry, superstite dell'Olocausto e scrittore austriaco (Vienna, n. 1912 - Salisburgo, † 1978)
- Jean de Beaumanoir, cavaliere medievale francese (n. 1310)
- Jean Chastel, francese (La Besseyre-Saint-Mary, n. 1708 - La Besseyre-Saint-Mary, † 1789)
- Jean Châtel, francese (n. 1575 - Parigi, † 1594)
- Jean de Créquy, cavaliere medievale francese (n. 1395 - † 1474)
- Jean Fernandez Diaz, italiano (Salonicco, n. 1926 - Meina, † 1943)
- Jean de Gisors, normanno (n. 1133 - † 1220)
- Jean Guizerix, ex ballerino e coreografo francese (Parigi, n. 1945)
- Jean de Joinville, cavaliere medievale e biografo francese (Joinville - Joinville, † 1317)
- Jean de Lastic, francese (n. 1371 - † 1454)
- Jean II Le Meingre, cavaliere medievale, diplomatico e politico francese (Tours, n. 1364 - Londra, † 1421)
- Jean de Locquenghien, belga (n. 1518 - Pamele, † 1574)
- Jean Pierre Marie Persoit, archettaio francese
- Jean Renart, francese
- Jean Jacques Rippert, francese (Parigi, † 1716)
- Jean Saint Malo († 1784)
- Jean de Vienne, cavaliere medievale, ammiraglio e generale francese (Dole, n. 1341 - Nicopoli, † 1396)
- Jean de Villiers, francese (Francia - † 1293)
- Jean de Carrouges, cavaliere medievale francese (Carrouges, n. 1330 - Nicopoli, † 1396)